# 麻雀牌

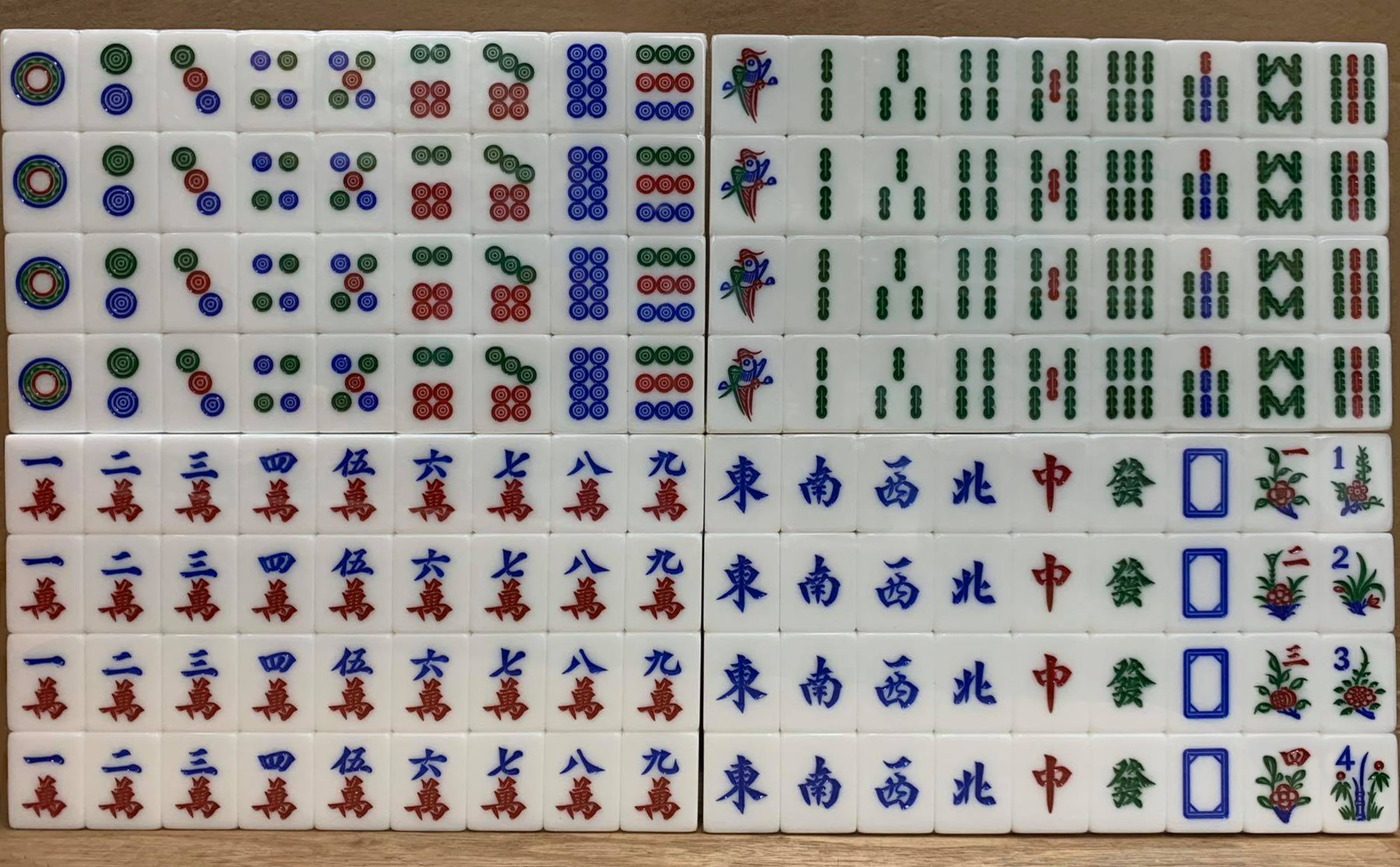
香港、廣東、福州等地常見的一副完整麻雀牌

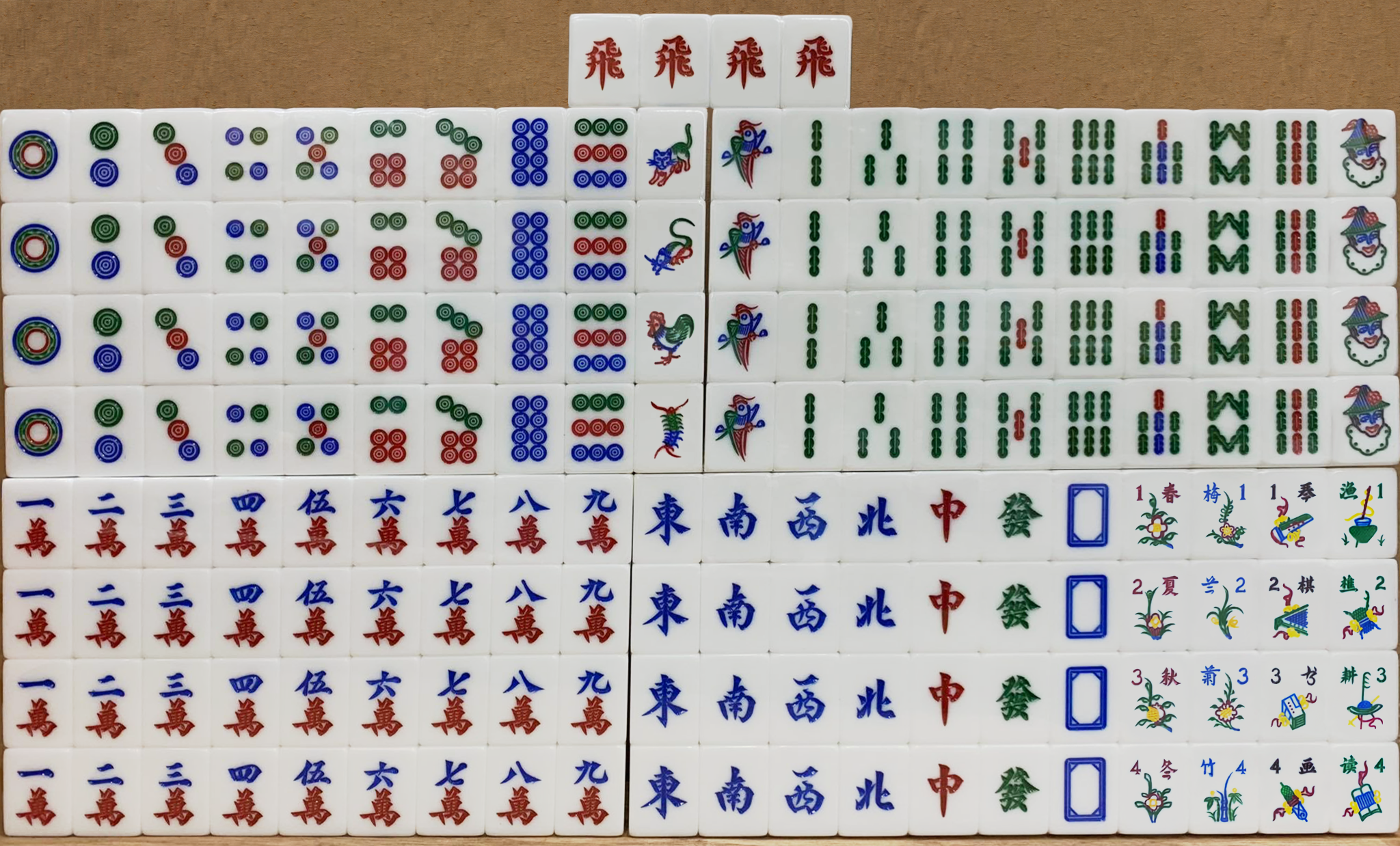
一副馬來西亞麻雀牌，比上圖多出八張花牌、八張動物及人頭牌、四張飛牌

麻雀牌（粵拼：maa4 zoek3 paai2；日語假名：マージャンぱい，羅馬字：mā jam pai）、麻將牌（注音：ㄇㄚˊ ㄐㄧㄤˋ ㄆㄞˊ，漢語拼音：má jiàng pái）或直接稱麻雀（平話字：mà-chiók，榕拼：ma21 cuok24），是爲麻雀遊戲的而設的牌子。也可以用它來玩麻雀接龍等其他遊戲。

## 歷史

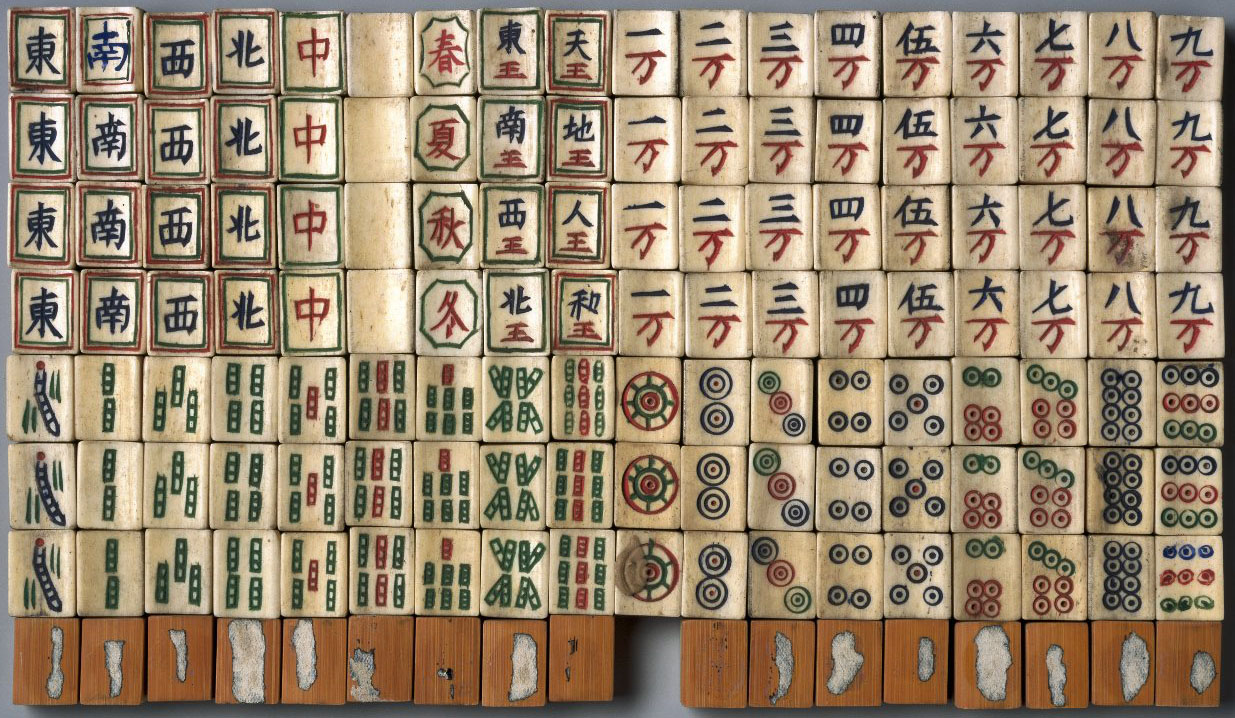
吉羅福在1875年捐贈給長島歷史學會的麻雀牌，已遺失一張一筒。整副牌沒有發財、沒有四君子牌，空白牌並不肯定是作白板用還是後備補牌用，有多隻現已消失的「×王」牌子

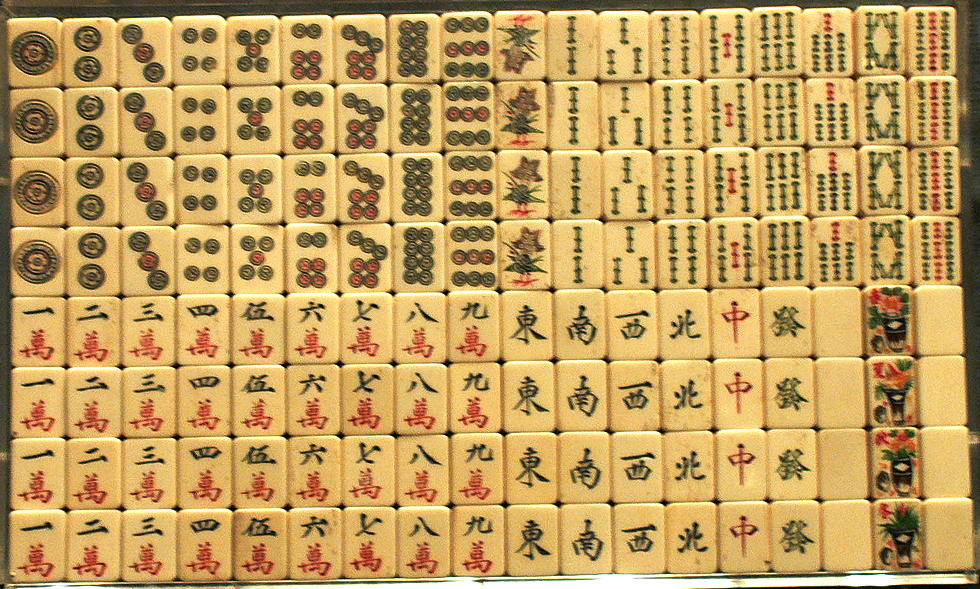
寧波天一閣麻雀陳列館收藏的其中一副麻雀牌。跟現行主流麻雀相比，它沒有四君子牌，取而代之是四張補牌用的空白牌

世上現存最早的整副麻雀牌有兩副，由美國外交官吉羅福在1875年分別捐贈給美國自然歷史博物館和美國長島歷史學會（後者今藏於美國紐約布魯克林博物館），紀錄的名字爲「Dominoes for playing "Snatching the House-Sparrow"」，與早期麻雀耍樂稱爲「『叉』麻雀」一事吻合。它主要流通於1870年代的浙江、上海和江蘇等地。那時候的麻雀牌主體已具有現在的面貌，核心的108張牌子（即數字牌）有三門花式，每門四隻，是從葉子戲紙牌演變而來的。同時，風牌（「東、南、西、北」各四隻）、四季牌（「春、夏、秋、冬」各一隻）亦已出現，「中」也有四隻。沒有發財，有空白牌，但不知是作白板用還是後備補牌用。整副牌還有一些現在已不用的牌子，如「東王、南王、西王、北王、天王、地王、人王、和王」各一隻。
番子裏的箭牌（三元牌）要待至1890年稱爲「中發」的新式麻雀牌才出現。根據務謹順爵士一篇未曾出版的1890年筆記，他擁有一副稱爲「中發」（Chung fát）的牌具。按史超域·古連（1895a, p.140）所載，務謹順這副牌乃購自寧波，並註解「中發」的意思爲「hit and go」。這副牌的牌張基本上爲現代麻雀的子集，但無花牌，而且白板有八隻。史超域·古連自己也在1909年於上海購入了一副「多多少少相當接近（後來的）麻雀牌」（a set more or less closely approximating majong）的牌具。從他本人於1924年撰寫的文章及其附圖所見，此麻雀牌比現代麻雀多了三張稱爲「文、武、摠」的牌，而八隻花牌名爲「梅、蘭、菊、竹；琴、棋、書、畫」。
此外，據戴愚盦撰著、1934出版的《沽水舊聞》，說盛宣懷由百粵來天津掌管海關時（即約1883年後至1880年代末）帶來一副麻雀牌，三門一至九的花式稱爲「餅」、「梭」和「品」，風牌爲「仁、義、道、德」，箭牌爲「赤龍、碧鳳、白板」。沒有花，但有開槓加番用的「餅王、梭王、萬王、總王」。在日本千葉縣博物館的收藏品裏，有一副1909年（明治42年）由名川彥作從中國回日本的麻雀牌，當中筒、索、万三門（各門均有一至九號牌四張）、番子（「東、南、西、北；中、發、白」各四張）都已是今天的模樣，就只是沒有任何花牌或其他附加牌。它是首副登錄日本的麻雀牌。
現行有兩臺花牌（當時稱「外花」）的麻雀牌，要到了1920年後才普及。千葉縣麻雀博物館也收藏了一副1922年面世，由美國人Joseph Babcock輸入美國生產的牌（Babcock在麻雀遊戲流行中國以後，把麻雀牌輸入美國，後來在美國量產）。它已是現代144張牌的模樣，基本上與現代麻雀相同，只是七隻番子爲「東、南、西、北；龍、鳳、白」，即「中、發」分別變成「龍」與「鳳」。此博物館亦藏有一款1920年代爲京劇名伶梅蘭芳特製的牌具，同爲144隻，不過七隻番子易名作「遊、龍、戲、鳳；演、劇、白」，而八隻花牌則改爲「名、伶、表、演；古、今、趣、史」，配合原主人的身份。同時，亦有麻雀牌的風牌爲「公、侯、將、相」而非「東、南、西、北」。西班牙也有收藏家擁有一幅1923年製的竹製麻雀牌，除了兩臺花牌爲「枚、兰、竹、菊；琴、棋、书、画」外，其餘牌張都跟現代麻雀一致。此外，在收藏箱側面的陶瓷板標示「袁世凱大总統珍玩，民国十七年春月」的景德鎭陶瓷牌，牌張也與現代麻雀一樣，僅索子全都繪成魚形。
外花普及時，取而代之，早期牌子裏具有特別功能的「裏花」从中國大部份地區消失，僅在越南、泰國保留着。
史上第一本麻雀譜《繪圖麻雀牌譜》則出現於1914年。其作者沈一帆指「麻雀之始……不過三十餘年」，亦即1880年前後。清末曾於南洋公學（今上海交通大學）任敎的許指嚴，亦於其著作《十葉野聞》中說，在北京，麻雀於光緒末葉，甲午戰爭結束（即1894年）後才逐漸流行，至1900年大盛。可見麻雀始於晚清，是相當近代的遊戲。從上述各副牌具的牌子來看，可見麻雀牌從1870至1910年代，尚在成形階段。相比之下，1920年代的麻雀牌，不少是整副牌式已等價於現代麻雀，僅個別牌張的名稱或用字有差異。

## 製作

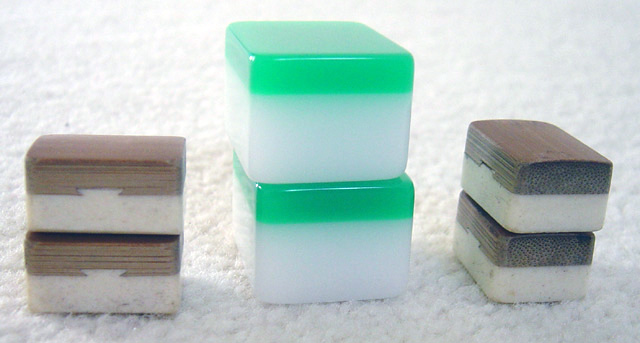
麻雀牌的側面。中間是現代塑膠牌，左右兩則爲傳統以骨和竹製作的牌子，可以看到榫卯

傳統上，麻雀牌以骨製作牌面，例如牛骨、鯨骨；牌背則用竹來造（因此麻雀牌也稱爲「竹牌」）。爲使牌子的正背兩邊貼合，它們的內側會有榫位，骨牌內側爲榫頭，竹背內側有卯眼。也有些麻雀全副都用竹製或木製。不過竹、木都容易耗缺，會崩角或出現裂紋，況且每張牌的竹紋或木紋也會有點微妙差異，可能讓人有機會作弊。另外，其色彩有以鉛白來製作，其物質在加熱時會釋放重金屬等有毒物質，對人體做成傷害。
時至今日，現在仍有骨製麻雀牌，但大多數都會用塑膠牌，不論牌面還是牌背都用塑料製作。當中日本主要用尿素甲醛樹脂或酪蛋白樹脂製作，在中國則多用丙烯酸系樹脂（俗稱「壓克力膠」或「阿加力膠」）。由於這些塑料很輕，爲了保持牌子的重量，製作者可能會在麻雀內部填充進鐵。此外，製作自動洗牌麻雀檯專用的麻雀牌時，牌內更會填進磁鐵，讓麻雀檯可以洗牌、疊牌。顏色方面，牌面基本上爲白色、珍珠色、象牙色或奶油黃，除非是整張牌黑色的特別牌張；牌背則甚麼顏色都有，當中以綠色、黃色、藍色、粉紅色等較爲常見。
少數珍貴的麻雀會以象牙、玉甚至是犀牛角製作，不過也可能只是以骨模仿象牙。還有，爲吸引消費者，麻雀牌製作者也會使用一些新奇的材質，例如玻璃、黃銅、鋁、瑪瑙、純金、鍍金、貝殼等。玻璃製作的東西雖然是透明的，但是製作者會設法造得無法從背面來出牌樣。也有人把麻雀印製成紙牌。
過去香港曾盛行全副麻雀牌均以人手彫刻成的手彫麻雀，筒子以圓規或同心圓的鑽挖工具製作，索子和白板也有輔助工具，一索、花牌、萬子和字牌則看匠人工夫。但今天已逐漸式微，被機器製作的麻雀牌取代。臺灣的壓克力膠麻雀牌亦逐漸消失。
大多數麻雀的牌面還要上色。一般都會用紅、綠、藍三色的顏料，有些地區或有些品牌也會以黑色代替藍色。日本麻雀的三色顏料通常比其他地區的深色（看起來像深紅、深綠、黑色），甚至也有麻雀會合併藍色與綠色，只用紅與藍、紅與綠，或者紅與黑雙色。有時候，在花牌和百搭牌上，也會使用其他顏色，例如「菊」和「皇百搭」常常會塗上黃色。有時在一索和一筒裏也能發現紅藍綠以外的顏色。
此外，麻雀牌上的漢字，不同地區的習慣也會有點差異。像香港、臺灣、馬來西亞、越南、廣東以至中國南部多個地區，比較習慣用楷書體；日本的麻雀則多用行書體；美國、韓國、新加坡等地則兩者並見。有些漢字的寫法、圖案的設計，也會因地區差異而有不同習慣，詳於後文闡述。

麻雀牌上常見的漢字，上兩行是楷書體漢字，下兩行是行書體漢字。

### 大小
不同地區的麻雀牌也有不同大小。通常現在香港或廣東、中國大陸、臺灣（戒嚴時期後）、越南等地的牌子比較大。一般來說，華人地區日常的現代麻雀牌，高可介乎約3.0至4.5cm不等，闊可介乎約2.2至3.5cm不等，厚度大約介乎1.7至2.5cm。
美國、臺灣戒嚴時期、日本麻雀牌一般比較小，甚至跟古代骨製或竹製麻雀牌的大小相似。日本麻雀牌的常見大小爲：高約2.6至3.0cm，闊約1.9至2.2cm，厚約1.6至1.8cm。爲方便四處攜帶而製作的「旅行麻雀」更堪稱迷你，可能只有大約2cm高。
爲方便客戶選擇，製作廠商常以多少「分」和「號」來歸類，早期也有廠商以「代」來分類：
| 5分   | 3.1cm | 2.3cm | 1.9cm | 6代  | 3.6cm | 2.7cm | 2.1cm | 24號 | 2.4cm | 1.8cm | 1.4cm | Ms | 2.5cm | 1.8cm | 1.5cm |
| 6分   | 3.4cm | 2.5cm | 1.9cm | 7代  | 3.7cm | 2.8cm | 2.2cm | 25號 | 2.5cm | 1.8cm | 1.5cm | M  | 2.6cm | 1.9cm | 1.5cm |
| 6.5分 | 3.5cm | 2.6cm | 2.0cm | 8代  | 3.8cm | 2.9cm | 2.3cm | 26號 | 2.6cm | 2.0cm | 1.6cm | L  | 2.7cm | 2.0cm | 1.6cm |
| 7分   | 3.6cm | 2.7cm | 2.1cm | 9代  | 3.9cm | 3.0cm | 2.4cm | 27號 | 2.7cm | 2.0cm | 1.6cm | L+ | 2.8cm | 2.1cm | 1.6cm |
| 7.5分 | 3.7cm | 2.8cm | 2.2cm | 10代 | 4.0cm | 3.1cm | 2.5cm | 28號 | 2.8cm | 2.1cm | 1.7cm | 2L | 3.0cm | 2.2cm | 1.6cm |
| 8分   | 3.9cm | 3.0cm | 2.4cm | 11代 | 4.2cm | 3.2cm | 2.6cm | 29號 | 2.9cm | 2.2cm | 1.7cm | 3L | 3.4cm | 2.5cm | 1.8cm |
| 9分   | 4.0cm | 3.1cm | 2.5cm | 12代 | 4.3cm | 3.3cm | 2.7cm | 30號 | 3.0cm | 2.3cm | 1.8cm | 4L | 3.6cm | 2.7cm | 2.0cm |

上表的尺寸爲參考約數，各廠家或會有些差異，消費者應以廠家資料爲準。
一般來說，麻雀牌的「高闊比」大約爲4比3。不論大小，麻雀牌要夠厚，讓它們直立時不易倒下，令手牌不會輕易翻開，以免給其他玩家看到。

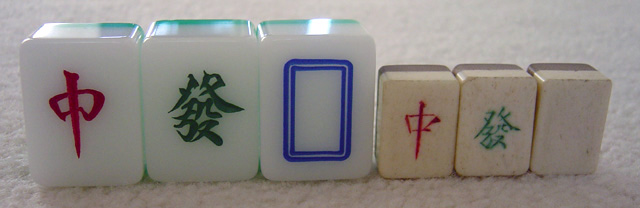
左邊爲現代華人地區常見的麻雀牌，高約1+3/8 in，闊約1 in，厚約3/4 in。
右邊爲古代的牌，高約1 in，闊約3/4 in，厚約1/2 in

### 各地款式
如上所述，不同地域的麻雀牌都有一些地域特色設計。以下是一些例子。留意在下述地區裏，坊間也可以購買到多款設計不同的麻雀牌，因此牌張款式僅屬擧例。
- 香港牌，一索像站在樹枝上的彩色麻雀，花牌只標示數字。筒子多爲同心圓，漢字用正楷體。
- 香港手彫牌，一索的小麻雀造型與眾不同。花牌也很細緻，同時標示了漢字名稱和數字。
- 另一香港手彫牌，一筒、一索別具特色外，花牌更大膽創新。漢字筆畫較硬。
- 廣東牌，與香港牌類同。
- 廣東手彫牌，一索反映彫匠的工架。
- 澳門牌，一索的小麻雀像蘭花，漢字起筆、收筆和折角處出鋒口明顯。有百搭。
- 廈門牌，圖案和顏色與廣東牌類同。有百搭。
- 福建牌，以黑色代替藍色，臺灣牌亦與之相似。圖案與漢字都比廣東牌粗。
- 臺灣北部牌，一索的線條較簡單，花牌既有數字也有漢字。筒子內有四瓣，漢字字形較僵直。
- 臺灣南部牌，一索、白板和花牌與北部牌相異。
- 重慶牌，2012年第三屆麻將世錦賽的指定用牌。顏色較鮮艷，五萬沒有用「伍」字。
- 日本牌，一索爲孔雀，只有四張盆栽形花牌，有赤五牌，有白板寶牌，字體爲關西體。顏色較深。
- 有八張花牌的日本牌，可以打中港臺地區的麻雀。一索爲五翎孔雀，顏色比較鮮艷。
- 另一日本牌，一索爲三翎孔雀，當中有橙翎，只有四張高盆栽形花牌，有赤五牌。
- 日本牌，一筒爲龜牌，索子沒正反之分，赤五牌有盲人點，有九州式白板寶牌。另備八張花牌版本。
- 日本牌，字體爲關東體，赤五牌有手摸辨別圓圈，有九州式白板寶牌。
- 另一關東體日本牌。雖然同爲關東體，但字體與剛才那款頗有分別。
- 歐洲牌，有百搭牌，牌上標註了阿拉伯數字、字母或英文，方便西方玩家。
- 美國牌，數字或字母的標註位置與歐洲牌不同，一索爲俯衝的鶴，第二臺花改作「福祿壽貴」。
- 另一美國牌，紅中變成紅色的龍，青發變成青色的龍。

## 牌張
何謂「一副完整麻雀牌」，在不同地方有不同定義。一般來說，通常最少也包含了136張牌，即9張筒子、9張索子、9張萬子、7張番子各四套，不使用花牌，如日本麻雀、天津麻雀、海寧麻雀；最常見的有144張，如香港麻雀、廣東麻雀、南昌麻雀、寧波麻將、臺灣麻雀、北京麻雀、國標麻雀等。然而成都麻雀只用108隻數字牌，連番子都不用。在東南亞地區（如馬來西亞、新加坡、越南、泰國等）的麻雀，以及美國麻雀，還會加入額外的花牌、動物牌，甚至百搭牌。有時候，一副麻雀裏還額外附贈空白的麻雀牌，若有牌子丟失或損壞了，使用者可以用它們來補牌。現代常見的一副完整麻雀，通常有以下各款牌子：
|        |      | 數字           | 數字           | 數字           | 數字           | 數字           | 數字           | 數字           | 數字   | 數字 |
| 一     | 二   | 三             | 四             | 五             | 六             | 七             | 八             | 九             |        |      |
| ------ | ---- | -------------- | -------------- | -------------- | -------------- | -------------- | -------------- | -------------- | ------ | ---- |
| 數字牌 | 筒子 | 一筒           | 二筒           | 三筒           | 四筒           | 五筒           | 六筒           | 七筒           | 八筒   | 九筒 |
| 數字牌 | 索子 | 一索           | 二索           | 三索           | 四索           | 五索           | 六索           | 七索           | 八索   | 九索 |
| 數字牌 | 萬子 | 一萬           | 二萬           | 三萬           | 四萬           | 伍萬           | 六萬           | 七萬           | 八萬   | 九萬 |
| 番子   | 番子 | 風牌（四喜牌） | 風牌（四喜牌） | 風牌（四喜牌） | 風牌（四喜牌） | 箭牌（三元牌） | 箭牌（三元牌） | 箭牌（三元牌） |        |      |
| 番子   | 番子 | 東             | 南             | 西             | 北             | 中             | 發             | 白             |        |      |
| 番子   | 番子 | 東             | 南             | 西             | 北             | 中             | 發             | 白             |        |      |
| 花牌   | 花牌 | 四季           | 四季           | 四季           | 四季           | 四君子         | 四君子         | 四君子         | 四君子 |      |
| 花牌   | 花牌 | 春             | 夏             | 秋             | 冬             | 梅             | 蘭             | 菊             | 竹     |      |
| 花牌   | 花牌 | 春             | 夏             | 秋             | 冬             | 梅             | 蘭             | 菊             | 竹     |      |

麻雀牌可以分爲以下幾類：

### 數字牌
數字牌（普拼：shùzìpái；粵拼：sou3zi6paai2）、序數牌（普拼：xùshùpái）或数牌（粵拼：sou3paai2，日語假名：シュウぱい 或 すうぱい，羅馬字：shūpai 或 suupai）可以分爲三門，每門均有由「一」至「九」的牌，每款牌都有四張。因此全副麻雀有36款、108張數字牌。當中各門的數字「一」和「九」合稱作「幺九牌」，然而在日本，數字牌「一」和「九」合稱「老頭牌」，連同番子一起才叫作「幺九牌」。三門數字牌如下所述：

#### 筒子
筒子（普拼：tǒngzi；粵拼：tung4zi2；日語假名：ピンズ，羅馬字：pinzu）或餅子（普拼：bǐngzi）是一系列的圓形圖案牌子，由一筒至九筒，外貌如下：

部份一筒圖案擧例

- 一筒的圖案，通常是一個有多种顏色、圈內有花紋的大圓形。圓形的花紋則視乎該副麻雀製作者的設計，有些是同心圓，有些內有五瓣花、六瓣花、八瓣花等圖案，有些甚至是外框像菊花或向日葵。
- 二筒由綠色藍色圓形垂直組成，圓形比一筒小，圓內的花紋或會簡化。
- 三筒爲藍、紅、綠色的圓排成斜線，圓形比二筒再小一號，圖案或會再簡化。
- 四筒的圓形爲兩藍兩綠，對角排列。
- 五筒類似四筒，但中心多了一個紅色圓形。
- 六筒頂部有兩個綠色圓形，底部有四個紅色圓形。
- 七筒頂部變成了三個綠色圓形排成斜線，底部仍然是四個紅色圓形。
- 八筒爲八個藍色圓形，排列成2×4的長方形。
- 九筒則有三行圓形，每行有三個，由頂至底爲藍色、紅色和綠色。

如果是日本麻雀，筒子通常只用藍色（或黑色）與紅色兩種顏色，上述的綠色圓形會改用藍色（或黑色）。因此，二筒和四筒也會變成純藍色（或純黑色）。
筒子的各個別稱有：

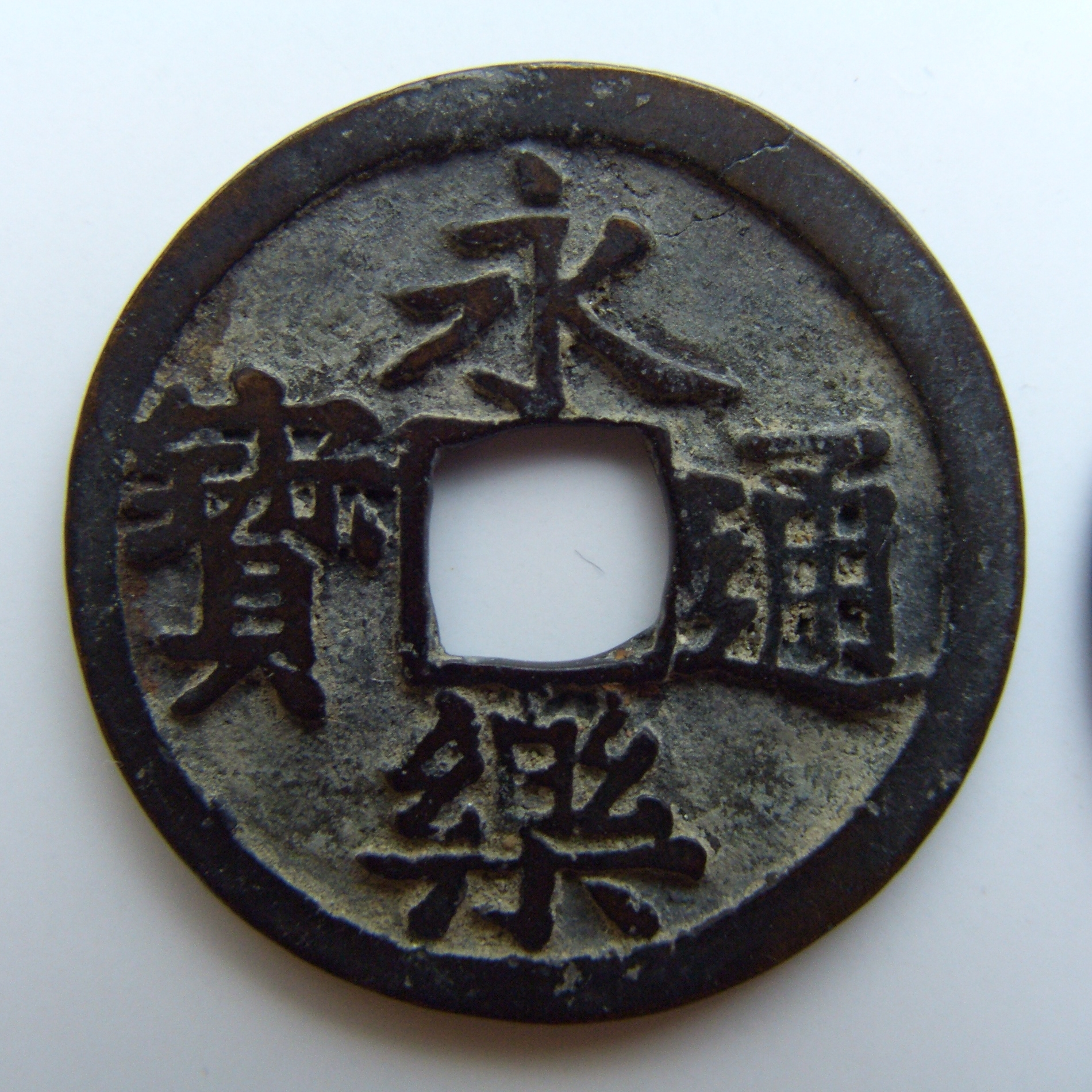
銅錢

- 一筒的圓形很大，因此有「大」的暱稱。
- 二筒別號除了「鏡」、「胸圍（奶罩）」外，在香港也叫「波霸」或「葉子媚」（也可換作其他巨乳女星），在臺灣也叫「雪人」或「兒童樂園」。
- 三筒別稱爲「斜紋」。
- 五筒在廣東也叫「四餸一湯」，在臺灣也叫「四菜一湯」。
- 八筒在臺灣也叫「烏魚子」、「月禮盒」、「豬血糕」，在廣東也叫「棺材」（但要留意，有別的地區稱白板作「棺材」）。
- 九筒的點數很多，因此有「麻子臉（豆皮面）」的暱稱。

相傳筒子的圖案來自古代的方孔銅錢。另外，坊間也有說是打鳥用的槍管之橫切面。
筒子英文通常稱作「Circle(s)」（字面義：圓形）或「Dot(s)」（字面義：圓點），有時也會說「Wheel(s)」（字面義：車輪）或「Stone(s)」（字面義：石頭）。一筒稱作「1 Circle」，二筒稱作「2 Circles」，餘此類推。

#### 索子
索子（普拼：suǒzi；粵拼：sok3zi2；日語假名：ソウズ，羅馬字：sōzu）或條子（普拼：tiáozi）的圖形通常像一條打了三個結的繩子，或一支有兩節的短竹子。然而，一索則通常會畫成一隻鳥兒。以下爲一索至九索的外貌：
一般來說，二索、三索、四索、六索和八索只有綠色，在某些牌例裏，若只用它們和番子裏的發財，可以組成「綠一色」食糊組合。然而美國麻雀則會呈藍綠混色。如下圖所示：
五索中心那一條、七索最頂那一條、九索中間那直行（三條）則爲紅色的。有時七索下方也會混用藍綠雙色。美國麻雀的五索、九索也會增加藍色：
日本麻雀中，藍色和綠色可能會合併，上述牌子裏的綠色索子圖案都可能變作藍色（或黑色）。
至於索子圖案在牌中的排列爲：
- 二索、四索、五索、九索跟與它數字相同的筒子相似。
- 三索則排成上一下二之形。
- 六索爲上三下三之形。
- 七索則分三行，上方一條，中間和下方皆爲三條。
- 八索最爲特別，通常頂部四條爲「倒M形」、底部四條爲「M形」；也有早期麻雀牌排成左邊四條「反K形（即是ꓘ形）」、右邊四條「K形」。

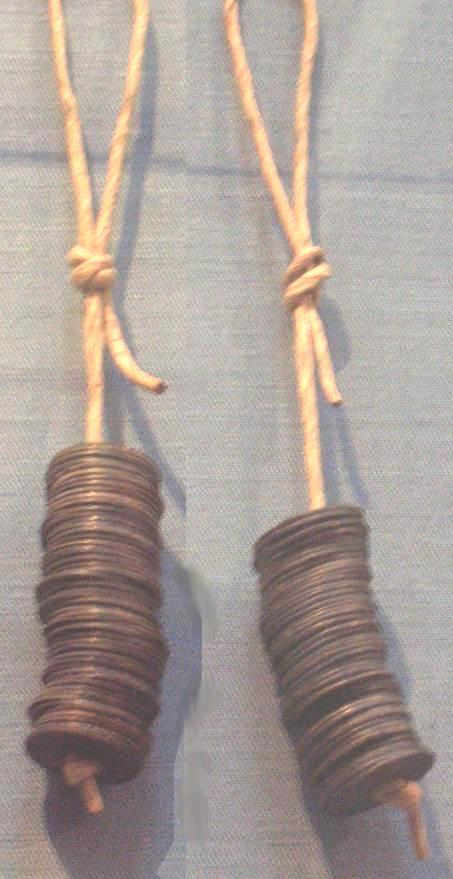
兩貫錢

古時的人常會用繩索穿過銅錢的方孔，綁成一串串，每串有銅錢一百，稱爲貫。因此一索等於一百銅（1索 = 1銅×100）。相傳索子的圖案就是這樣來的。也有說法是人們打鳥時，會用繩索來綁起打下來的鳥兒那雙腳，而演變成索子。
早期麻雀的一索圖案是一串彎彎的貫錢，跟一個紅色的結，貫錢兩側會有代表搖擺動態的數筆。因形似關係，有麻雀製作者把紅色的結畫成鳥頭，把貫錢畫成鳥身，把動態線條繪成鳥翼。時至今日，一般來說，各地製作者都會在一索的牌子上繪上一隻鳥，通常爲紅冠長尾的彩色雀鳥，日本則多用孔雀，也有製作者繪上鸚鵡、麻、燕、鶴、雉雞等各種鳥類。 因此，一索也有「雀仔、鳥兒、小鳥、小雞、幺雞、一雞、單雞、幺鳳、脧脧、JJ」等暱稱。亦有麻雀牌畫成魚、熊貓以至竹筍或其他花草植物。以下是一些一索外貌的例子：
除了一索，其他索子的各個別稱有：
- 二索的別稱爲「雙節棍」或「棍仔」。
- 三索因其上下倒轉後的樣子，暱稱「底褲（內褲）」或「三角褲」，並因爲電影《家有囍事》中張國榮和毛舜筠的演出而爲人熟悉。
- 四索暱稱「筷子」。
- 七索外號「大山」、「蒼蠅拍」，在臺灣也稱「總統府」。
- 八索別稱「坦克」（由上往下看）或「腳開開」（像兩個「M字開腿」之形），也稱作「BMW」（B來自「八」的聲母，牌張形狀下方爲M字形，上方爲W字形）。
- 九索的索子變短了，如同下雨一樣，因此暱稱「下大雨（落大雨）」。

索子英文通常稱作「Bamboo(s)」（字面義：竹）或「Stick(s)」（字面義：棍），這是因爲Joseph Park Babcock翻譯時，誤以爲那些繩索圖案上的結是竹枝的節。一索稱作「1 Bamboo」，二索稱作「2 Bamboos」，餘此類推。

#### 萬子

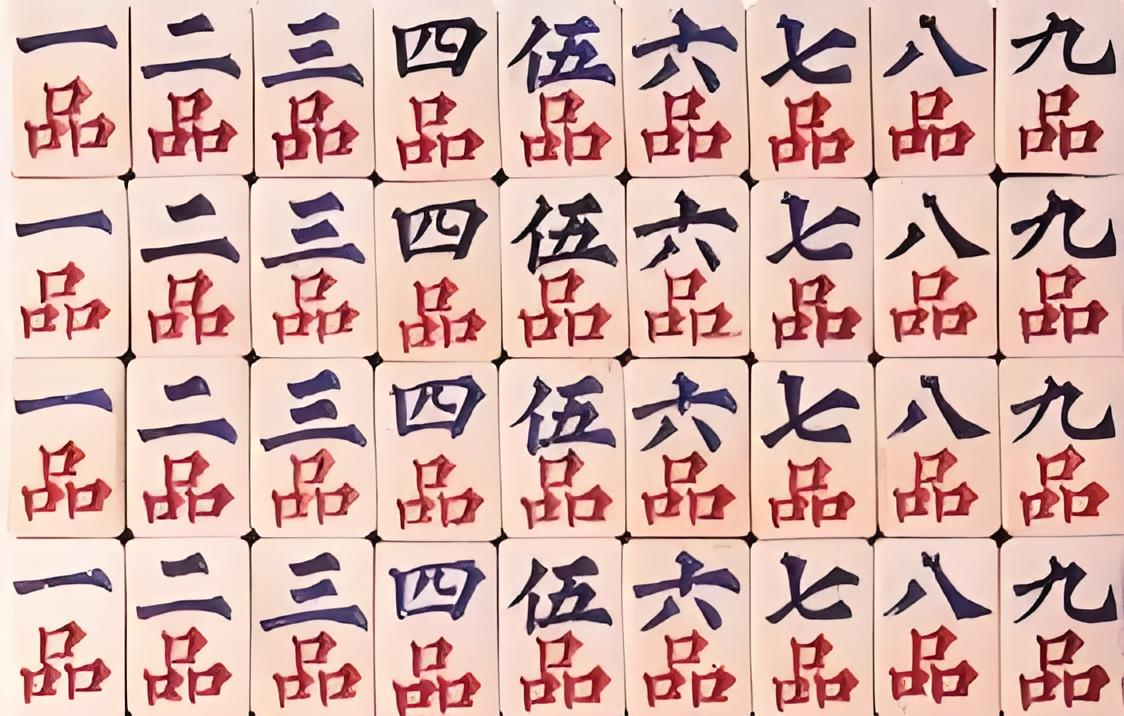
取自梅兰芳使用过的“游龙戏凤”的品字牌

萬子（普拼：wànzi；粵拼：maan6zi2；日語假名：ワンズ 或 マンズ，羅馬字：wanzu 或 manzu）的牌上，通常直接用楷書體或行書體的漢字寫上「一萬」至「九萬」，外貌如下：
每張萬子牌裏，頂部藍色的是中文數字，底部紅色的是「萬」字或「万」字。福建地區也用「品」字。大多數麻雀牌，伍萬（五萬）都採用大寫數字「伍」，只有少數用小寫數字「五」。對比如下：
相傳古時候，一萬是一百貫錢（即索子來源的那個「貫」），而一貫錢有一百個銅錢，因此一萬的幣值就是一萬個銅錢（1萬 = 1索×100 = 1銅×100×100）。
萬子英文通常稱作「Character(s)」（字面義：漢字），一萬稱作「1 Character」，二萬稱作「2 Characters」，餘此類推。 有時也會說「Number(s)」（字面義：數字）或「Myriad(s)」（字面義：萬）。

### 番子

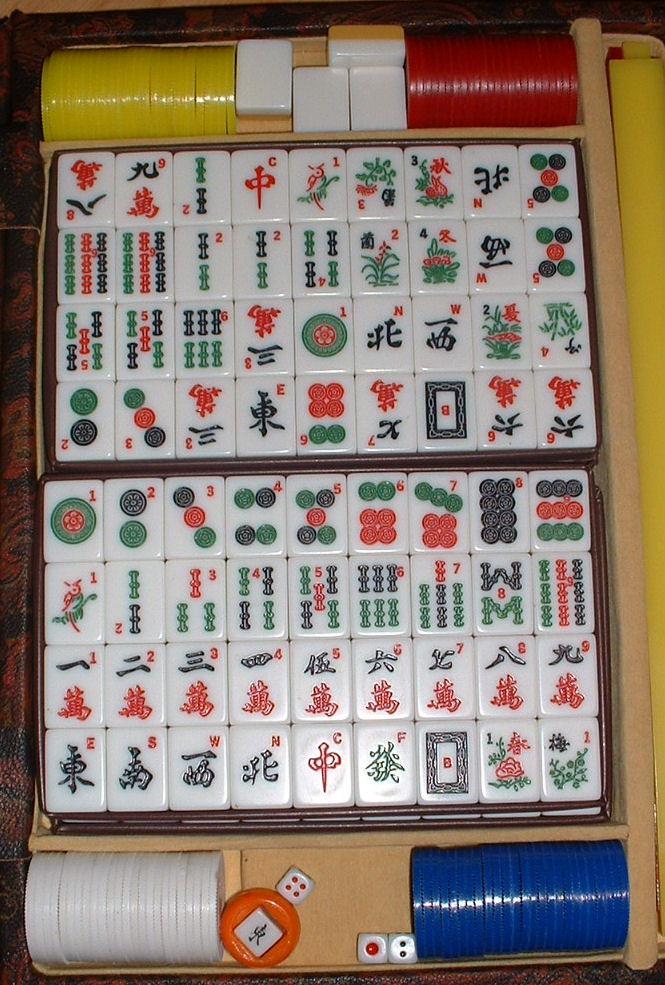
美國麻雀，牌上標了阿拉伯數字或英文簡稱字母

番子（普拼：fānzi；粵拼：faan1zi2）或字牌（普拼：zìpái；粵拼：zi6paai2；日語假名：ツーパイ 或 ジハイ，羅馬字：tsūpai 或 jihai）並不像數字牌般有一至九的順序，不能組成順子。番子有兩種，一種爲風牌（普拼：fēngpái；粵拼：fung1paai2；日語假名：フォンパイ 或 カゼハイ，羅馬字：fompai 或 kazehai），又稱四喜牌（普拼：sìxǐpái；粵拼：sei3hei2paai2）；另一種爲箭牌（普拼：jiànpái；粵拼：zin3paai2），又稱三元牌（普拼：sānyuánpái；粵拼：saam1jyun4paai2；日語假名：サンゲンパイ，羅馬字：sangempai），每款牌均有四張，因此，共有16張風牌和12張箭牌，共28張番子。
番子英文名字爲「Honor(s)」（字面義：榮譽）。

#### 風牌
風牌的四種類型分別是：東（普拼：dōng；粵拼：dung1；日語假名：トン，羅馬字：ton）、南（普拼：nán；粵拼：naam4；日語假名：ナン，羅馬字：nan）、西（普拼：xī；粵拼：sai1；日語假名：シャー，羅馬字：shā）、北（普拼：běi；粵拼：bak1；日語假名：ペー，羅馬字：pei/pē），製作者通常在牌上直接寫出藍色的楷書體或行書體漢字，如下圖：
每款風牌都代表了一個方位。如果配合了該局的風圈，或者自己座位在該局裏的方位，食糊時則可以有番數獎賞。
風牌個別別稱爲：
- 東字因下方的三筆畫，也稱作「三隻腳」。在臺灣，也因其形狀，而被稱作「虼蚻」（蟑螂的台灣閩南語）。
- 西字因其外形，被稱作「皮包」。
- 北字的行書字形，有些臺灣人會看成好像「此」字，所以被戲稱作「此風」。

風牌英文名字爲「Wind(s)」，四風順序直譯作「East」、「South」、「West」和「North」。
有些古老的麻雀牌會使用「公、侯、將、相」四字。

#### 箭牌
三種箭牌分別是：
- 中（普拼：zhōng；粵拼：zung1；日語假名：チュン，羅馬字：chun）或紅中（普拼：hóngzhōng；粵拼：hung4zung1；日語假名：ホンチュン，羅馬字：honchun）的牌上只有紅色楷書體或行書體漢字「中」。有些變種裏，這張牌也會變成紅色的楷書體或行書體「龍」字，或者繪畫着紅色的龍。此牌有「紅劍」（由於「中」字末筆多呈懸針狀）、「MC」、「中風」（當作風牌來稱呼）等多種暱稱。

- 發（普拼：fā；粵拼：faat3；日語假名：ハツ，羅馬字：hatsu）、發財（普拼：fācái；粵拼：faat3coi4）、青發（普拼：qīngfā）或綠發（日語假名：リューファ，羅馬字：ryūfa）的牌上則以綠色寫着楷書體或行書體漢字「發」或其異體字「[39]」。有些變種裏，這張牌也會變成綠色的「鳳」字，或者繪畫着綠色的龍。此牌有「周潤發」、「發瘋」（當作風牌來稱呼）等多種暱稱。

- 白（普拼：bái；粵拼：baak6；日語假名：ハク 或 しろ，羅馬字：haku 或 shiro）或白板（普拼：báibǎn；粵拼：baak6baan2；日語：パイパン，羅馬字：paipan），可以是一張沒有任何標記的空白牌子（早期的白板，現在多見於日本），或者只有藍色長方形框子（日本以外的現代麻雀大多有藍框）。此牌有「豆腐」、「梘（肥皂）」、「波枱」、「白飯」、「靚仔」、「白虎」、「空格」、「空框」、「棺材」等多種暱稱（但留意廣東人會以「棺材」稱八筒）。以下是常見的外貌比較：

據查考，箭牌來自一種稱爲「中發」的遊戲，三種箭牌分別由「中發」裏代表「發射」、「命中」和「白發」含義的牌子演變而來。此外，日本麻雀常用的排序爲「白、發、中」，跟其他地區常用的「中、發、白」倒轉。日本人也習慣稱這三張牌表示了美女的三項條件：肌膚雪白、髮絲黑青、嘴唇緋紅。大正末期、昭初期的麻雀硏究者中村徳三郎還認爲此三牌出自《禮記》中投壺遊戲的記載。
箭牌在英語裏稱作「Dragon(s)」（字面義：龍），中、發、白分別爲「Red dragon」（字面義：赤龍）、「Green dragon」（字面義：青龍）和「White dragon」（字面義：白龍）。白板還有「soap（肥皂）」這暱稱。

### 宝牌
宝牌（日語：追加のドラ）只見於日本麻将的懸賞牌，胡牌時每有一張懸賞牌就多算番或少算番。

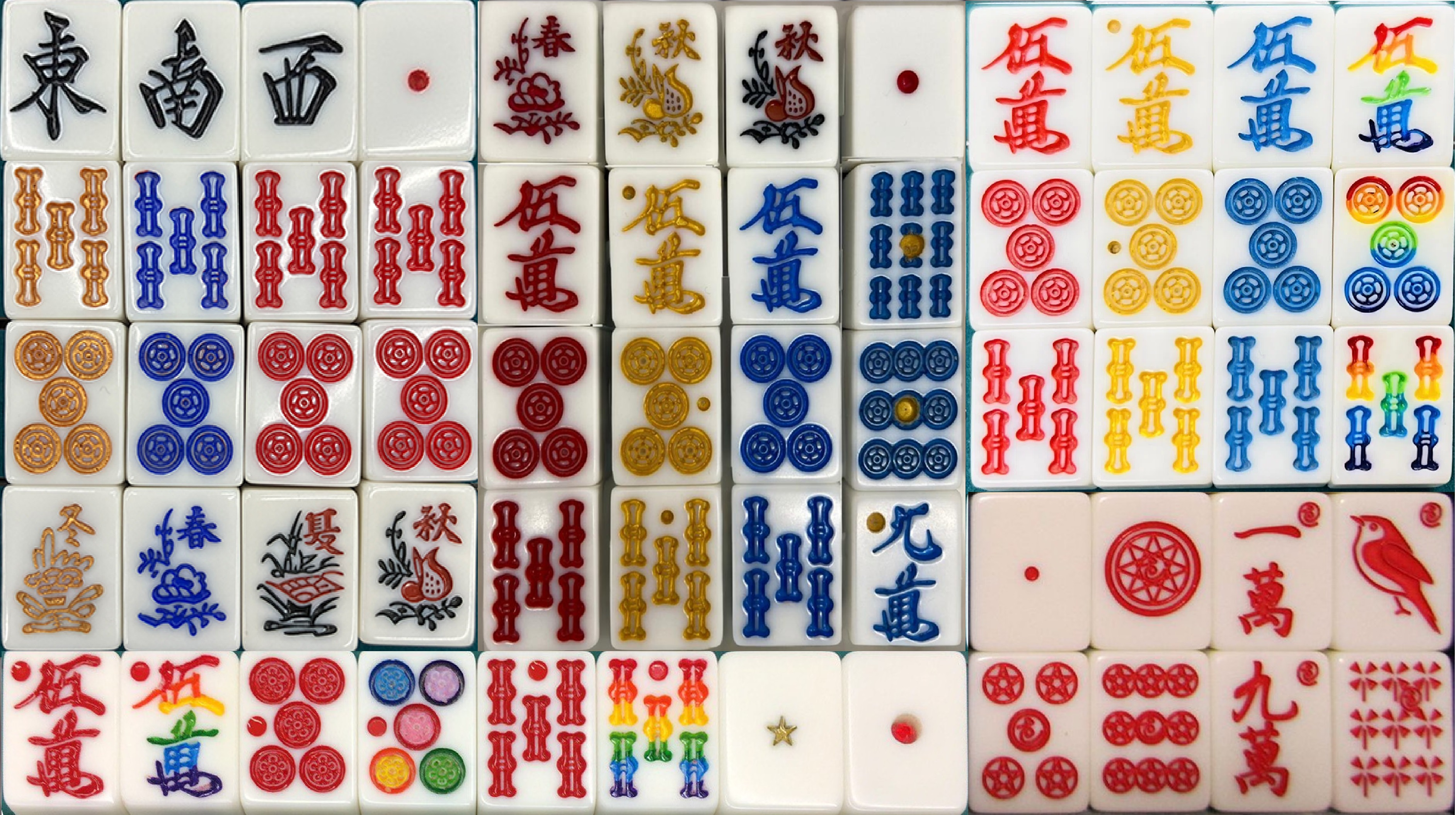
日本麻将各种悬赏牌-1

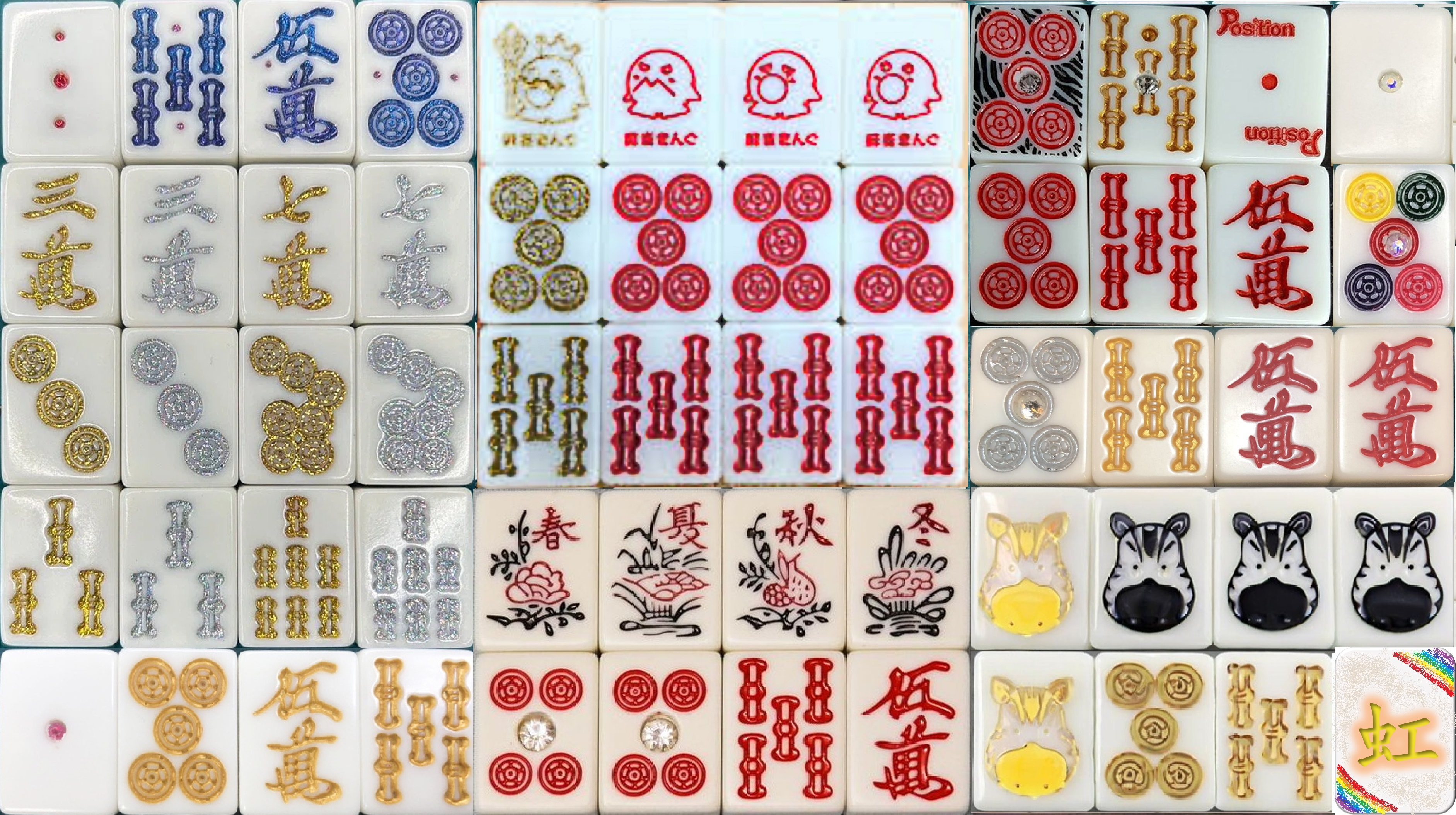
日本麻将各种悬赏牌-2

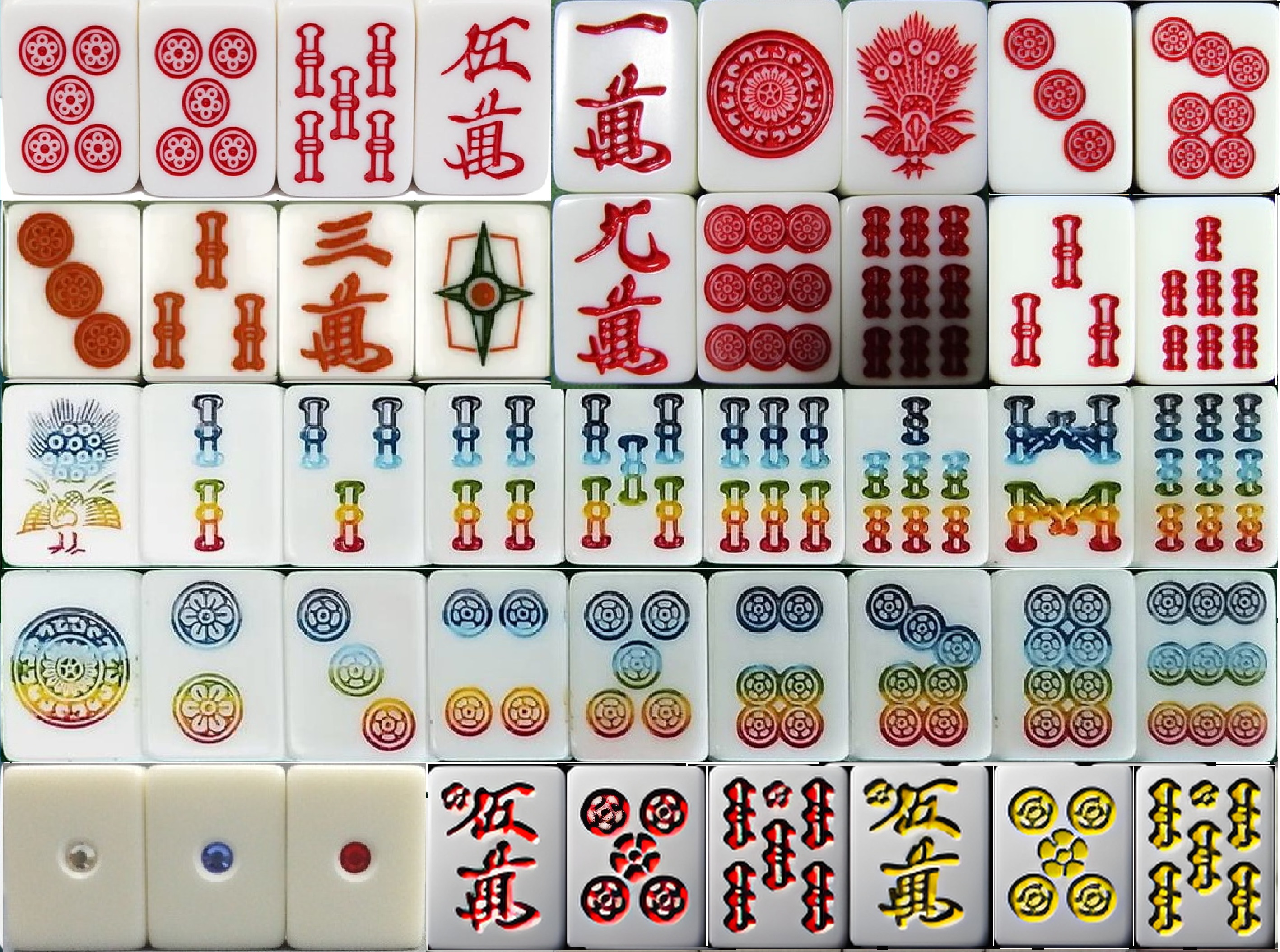
日本麻将各种悬赏牌-3

赤宝牌，也叫赤牌（日語假名：あかはい，羅馬字：akahai），最先出現的是赤五筒，起源於1970年代，不久後赤五索、赤伍萬也出現，它們主要用來做懸賞牌，胡牌時每有一張赤牌就多算一番。赤三牌、赤七牌，以至赤一牌、赤二牌、赤九牌牌則隨後出現，但遠遠不及赤五牌常見。不是赤五牌的普通牌被称为黑五牌（虽然不黑，但与红色的对比所以这样称呼）。
赤一、二、三、七、九牌甚少使用，筒子牌有全部花色的赤宝牌（包括赤八筒），赤西、赤北（甚至爲北字髹上金色，被稱爲金北）、赤中（有别于红中）和赤白板（日語：白ポッチ，假名：しろポッチ，羅馬字：shiro pocchi）也十分罕見。赤白板的外貌是空白牌的中心鑲着一顆紅寶石（或五角星），而九州麻雀牌本還繪上十字星。在雾雨魔法店规则中，赤宝牌是是所有的数字牌各有一张，共计27张。
赤宝牌的英文是直譯的「Red tile(s)」。

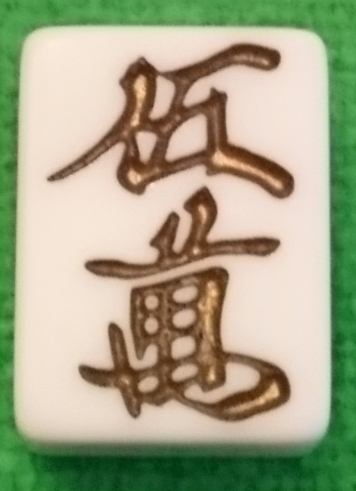
金伍萬

在日本的麻将馆中有各种的自定規則，個別牌張還可以獲得比一般赤宝牌高的番數，這些特殊牌張會以金漆、银漆、青漆（蓝漆、綠漆）、粉漆上色，甚至是七彩色，稱爲「金宝牌」（日語：金ドラ）、「青宝牌」（綠牌、日語：青ドラ）、「虹宝牌」（日語：虹ドラ、レインボー牌），以跟一般的赤牌區別。比如，青宝牌减一番，金宝牌翻两番，但也有些特製麻雀牌把所有赤宝牌都髹成金色，這時候並沒有獲得番數的區分，只作爲一般赤宝牌使用。
青宝牌有：青一萬・青一筒・青一索・青伍萬・青五筒・青五索・青九萬・青九筒・青九索・青發（有别于綠發）
金宝牌有：金五萬・金五索・金五筒。
虹宝牌有：虹五萬・虹五索・虹五筒。
另外，有些麻将馆还加入了带有麻将馆标识的宝牌（比如「斑马宝牌」（日語：ゼブラ牌）、「白金宝牌」（日語：プラチナ牌）、「黄金宝牌」（日語：ゴールド牌））等特殊的懸賞牌，谋求与其他麻将馆的差异化。
在大阪的麻将馆，有将赤、青、金、虹的万、筒、索子“五”这些宝牌全部放入的非常华丽的规则。
为了有色觉障碍不能区分颜色的人，有些赤宝牌會在牌面上多一或者两个凹點，名叫「盲點」（红色记号），讓人摸牌盲打時分辨用。

### 花牌
花牌（普拼：huāpái；粵拼：faa1paai2；日語假名：ファパイ 或 ハナハイ，羅馬字：fapai 或 hanahai）是特殊牌，正常情況並不能用來組成刻子、順子，也不能作眼。通常製作者都會用多種顏色，繪畫漂亮的圖案，尤其是多種花卉。然而，也有並非繪畫花卉的花牌。美國麻雀中，玩家曾視它們爲番子，但从1930年代起至1960年，玩家則視之爲百搭牌。日本也有玩家把它們當作更高分的番子。
花牌英文直譯作「Flower tile(s)」。

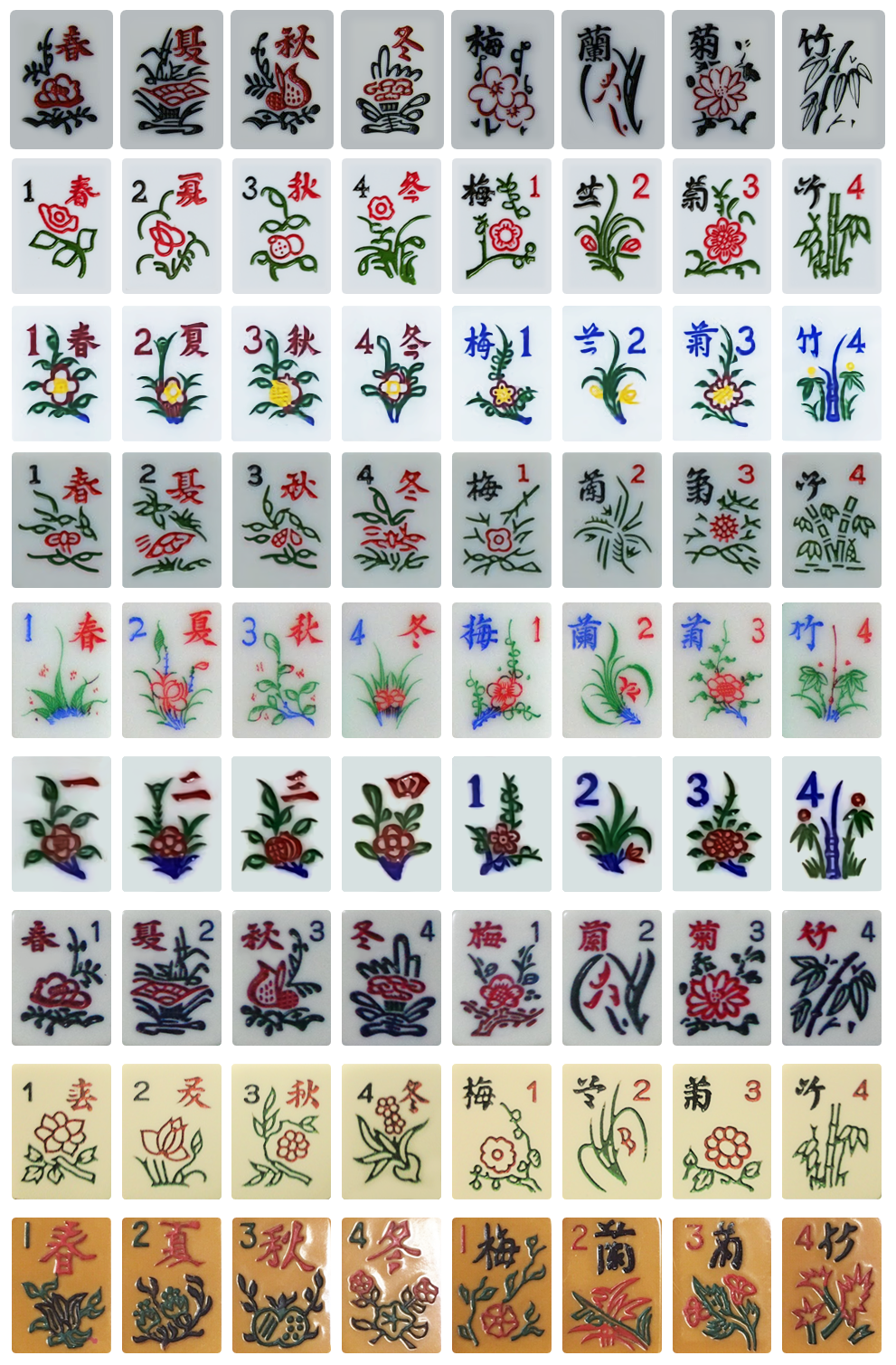
幾款麻雀牌的四季牌和四君子牌

#### 一臺花
花牌以四隻爲一組，一組花牌稱爲一臺花。每一張花牌代表一個方位。爲方便計算，現代麻雀大都會在花牌上以阿拉伯數字或中文數字標記出1至4，1代表東位，2代表南位，3代表西位，4代表北位。若拿到配合自己座位方位的花牌，可獲獎勵。
因爲花牌的碰運氣成份太高，有不少麻雀規則都不計算花牌。例如日本麻雀，雖然不少牌子仍會備有「春、夏、秋、冬」這一臺花，但通常都不會摻進遊戲時使用的牌子中。
即使進行廣東麻雀、香港麻雀等在牌例上使用花牌的遊戲，也有些玩家會特地剔走花牌。然而，過往臺灣麻雀只有北部有花牌，南部並不使用花牌，現在已統一使用八隻花牌（即兩臺花）。
一臺花英文名字爲「Quartet(s)」。
常見的一臺花有：
四季牌（普拼：sìjìpái；粵拼：sei3gwai3paai2）或季節牌（日語假名：きせつハイ，羅馬字：kisetsuhai），英文稱作「Four Seasons」，包括：
 或 
1. 春（普拼：chūn；粵拼：ceon1）
2. 夏（普拼：xià；粵拼：haa6）
3. 秋（普拼：qiū；粵拼：cau1）
4. 冬（普拼：dōng；粵拼：dung1）

四季牌的代表圖案並不固定，比較常見的，「春」有多種春花，例如牡丹，或多朵盛開鮮花；「夏」有蓮花；「秋」有秋實；「冬」有水仙。但亦往往視乎製作匠人的發揮。現在有些設計，甚至不採用花朵，改用其他可以象徵四季的圖案。
日本麻雀的牌子由於只備有一臺花，因此常以下述的「梅」代表「春」，「蘭」代表「夏」，「菊」代表「秋」，「竹」代表「冬」，換言之把四季牌與四君子牌合併起來。
四君子牌（普拼音: sìjūnzipái；粵拼：sei3gwan1zi2paai2；日語假名：しくんしハイ，羅馬字：shikunshihai），英文稱作「Four Gentlemen」，包括：
 或 
1. 梅（普拼：méi；粵拼：mui4）
2. 蘭（普拼：lán；粵拼：laan4）
3. 菊（普拼：jú；粵拼：guk1）
4. 竹（普拼：zhú；粵拼: zuk1）

早期也有麻雀以「梅、蘭、竹、菊」爲順序，後來改成現代的「梅、蘭、菊、竹」順序，大概便於常見花期與季節相對，即「春梅、夏蘭、秋菊、冬竹」。也曾有早期麻雀牌使用「蘭、荷、菊、梅」去對應「春、夏、秋、冬」四季。

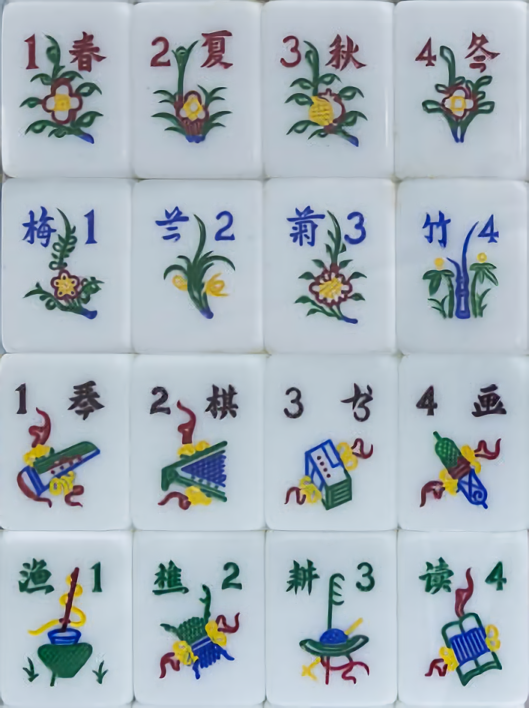
首行爲四季牌，次行爲四君子牌，三行爲四藝牌，末行爲四業牌

在泰國、越南、馬來西亞的麻雀裏，也常會出現其他花組，例如：
- 四藝牌：1. 琴、2. 棋、3. 書、4. 畫

 或 
- 四業牌：1. 漁、2. 樵、3. 耕、4. 讀

 或 
有些時候，有了四藝牌、四業牌，就不會有四季牌、四君子牌。但也有些時候，一個牌局裏會同時使用四季牌、四君子牌、四藝牌、四業牌，共四臺花。
兩臺花牌在不同製作工匠、廠商或時期下常有變化，歷來還有「福、壽、喜、祿」、「風、花、雪、月」、「公、侯、將、相」、「皆、大、歡、喜」、「福、祿、壽、貴」、「天、女、散、花」、「江、上、清、風」、「文、明、世、界」等四字詞，或者出自《三國演義》、《花木蘭》、《紅樓夢》、《楊家》等小說或戲曲典故的四字詞，如「木、蘭、從、軍」、「打、鼓、罵、曹」等。甚至在戰時有「抗、戰、勝、利」、「收、復、失、地」等口號。至今仍有好些牌具有別具特色的兩臺花。只是目前以上述的「四季」和「四君子」最爲通行，其次是「四藝」和「四業」。也有牌子雖然畫了「四季」和「四君子」的圖像，但不寫牌名，僅書「1、2、3、4」或「一、二、三、四」，方便玩家直接數方位。
越南麻雀還有直接以漢字寫成「一皇、二皇、三皇、四皇」（或者是「一星、二星、三星、四星」）和「一后、二后、三后、四后」兩臺花。
已知的最早中國麻雀包含十二張花牌，但沒有四君子牌，四季牌也很樸素。最先有許多花牌的，是在中國北方流行的「花麻雀」遊戲。遊戲中通常有20張或更多的花牌，甚至有資料說它有44張。

#### 動物牌
動物牌（普拼：dòngwùpái；粵拼：dung6mat6paai2），英語裏直接叫「Animal tile(s)」，不像一臺臺的花般有編號、會自動配搭玩家的方位。動物牌大多取自中國寓言。若集齊了一組兩張的指定動物牌，就可以立即贏錢。星加坡麻雀有兩對動物牌，泰國麻雀和馬來西亞四人麻雀則設有四對。一些配對例子包括：
；
- 貓  老鼠
- 公雞  蜈蚣
- 財神  元寶
- 姜子牙  魚
- 劉海  金蟾
- 龍  珠

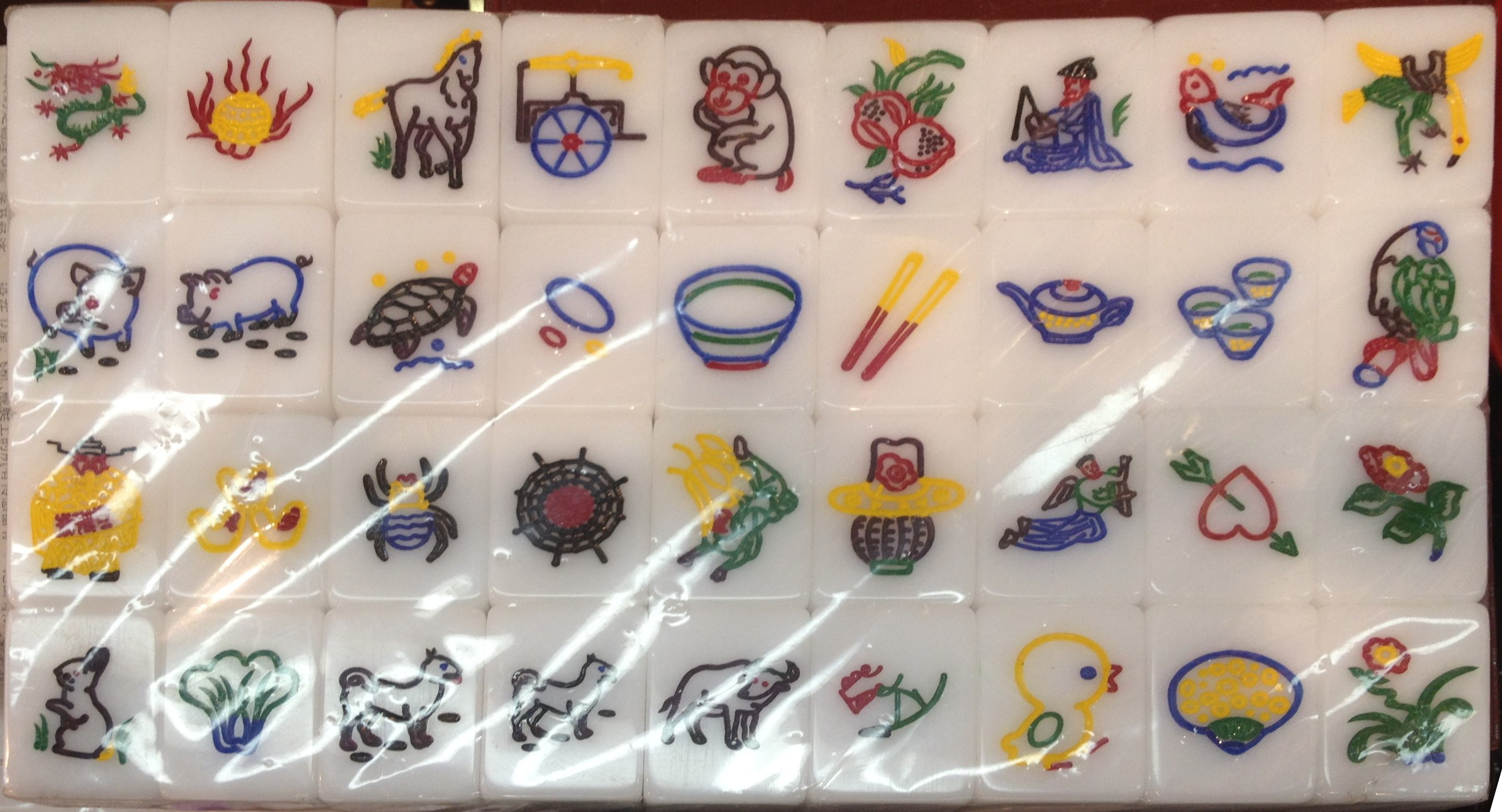
麻将动物牌

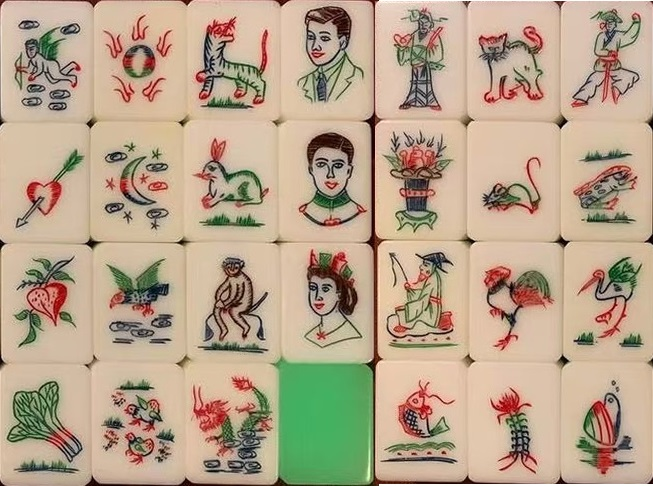
麻将动物牌-1

馬來西亞三人麻雀會有兩對動物牌，另加四張圖案相同的動物牌，通常爲小丑樣貌，它們名爲「人頭」、「小丑」或「雪人」。有時候，這四張小丑牌還會分成二男二女，男人頭（或稱「男小丑」）與女人頭（又稱「女小丑」）可湊成一對。這幾張牌的樣子如下：
 或 

### 百搭牌

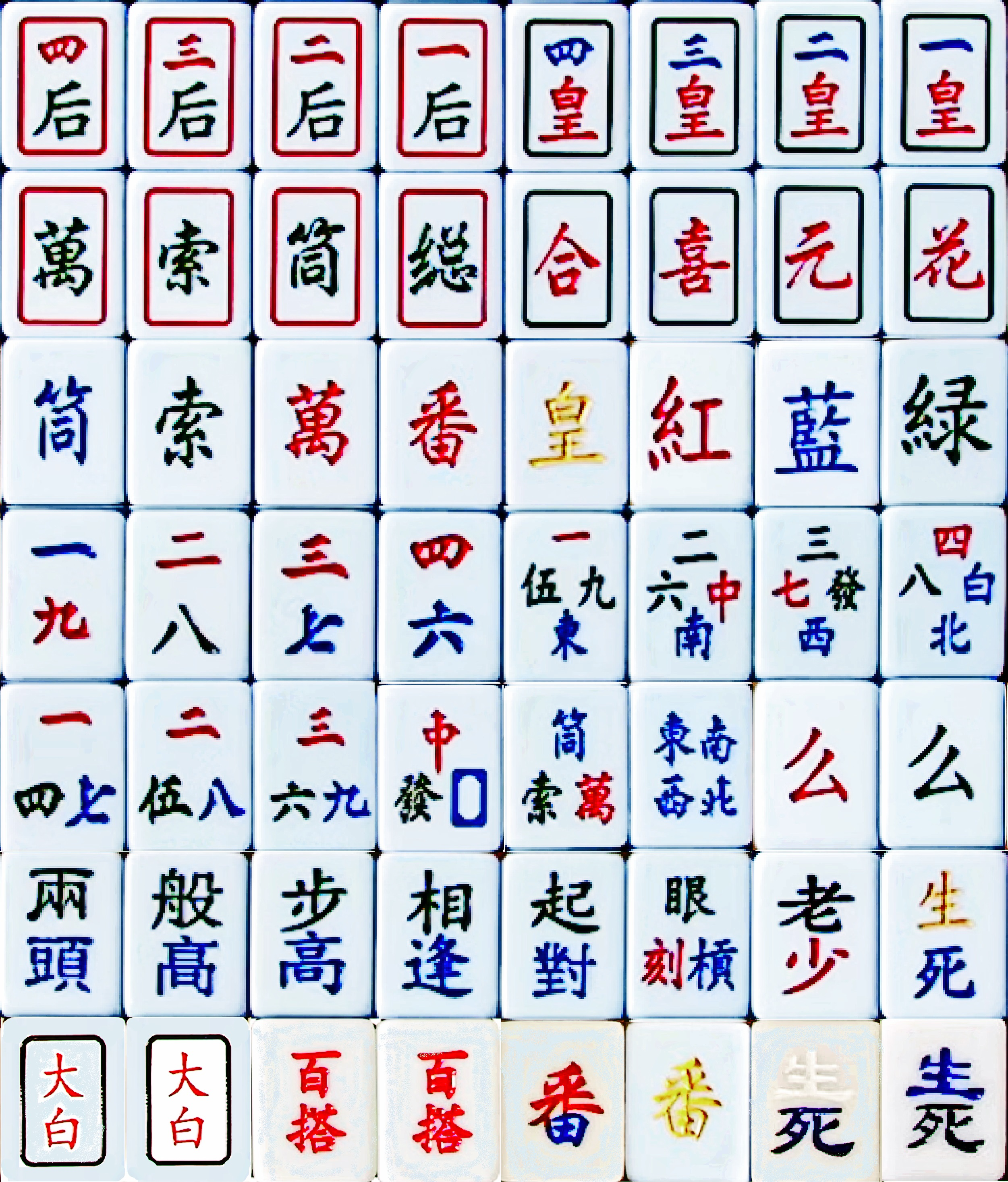
麻将百搭牌-1

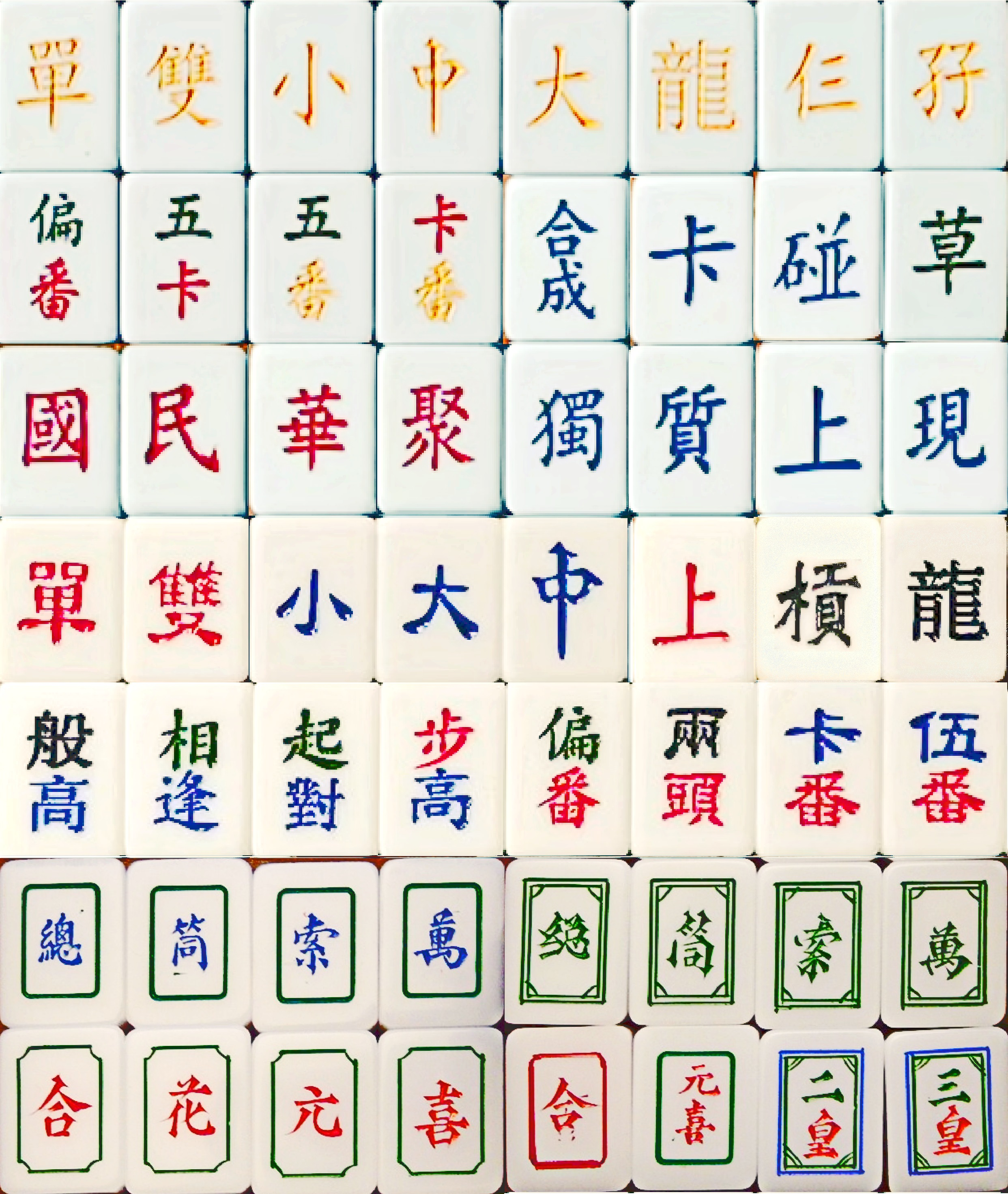
麻将百搭牌-2

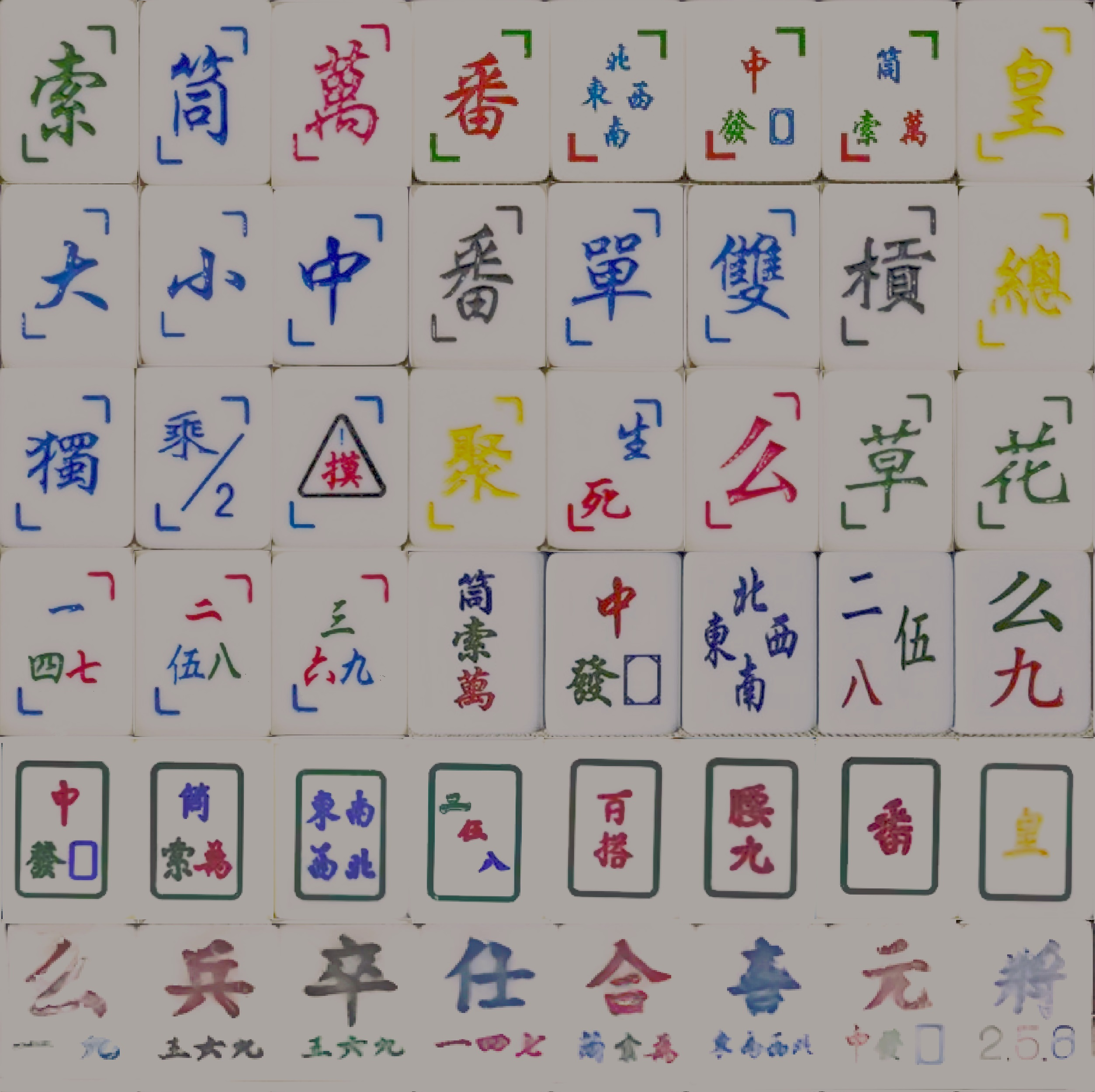
麻将百搭牌-3

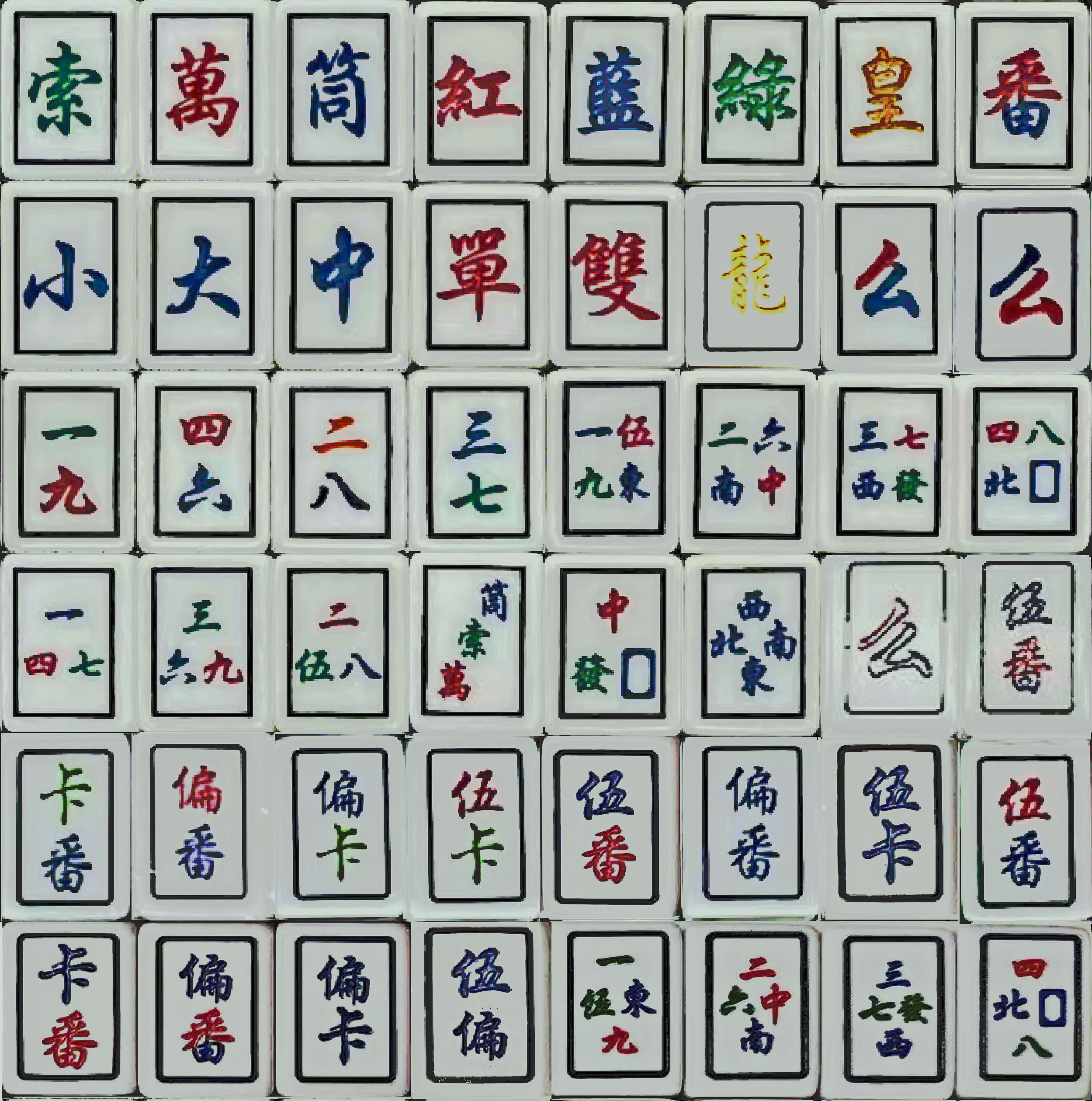
麻将百搭牌-4

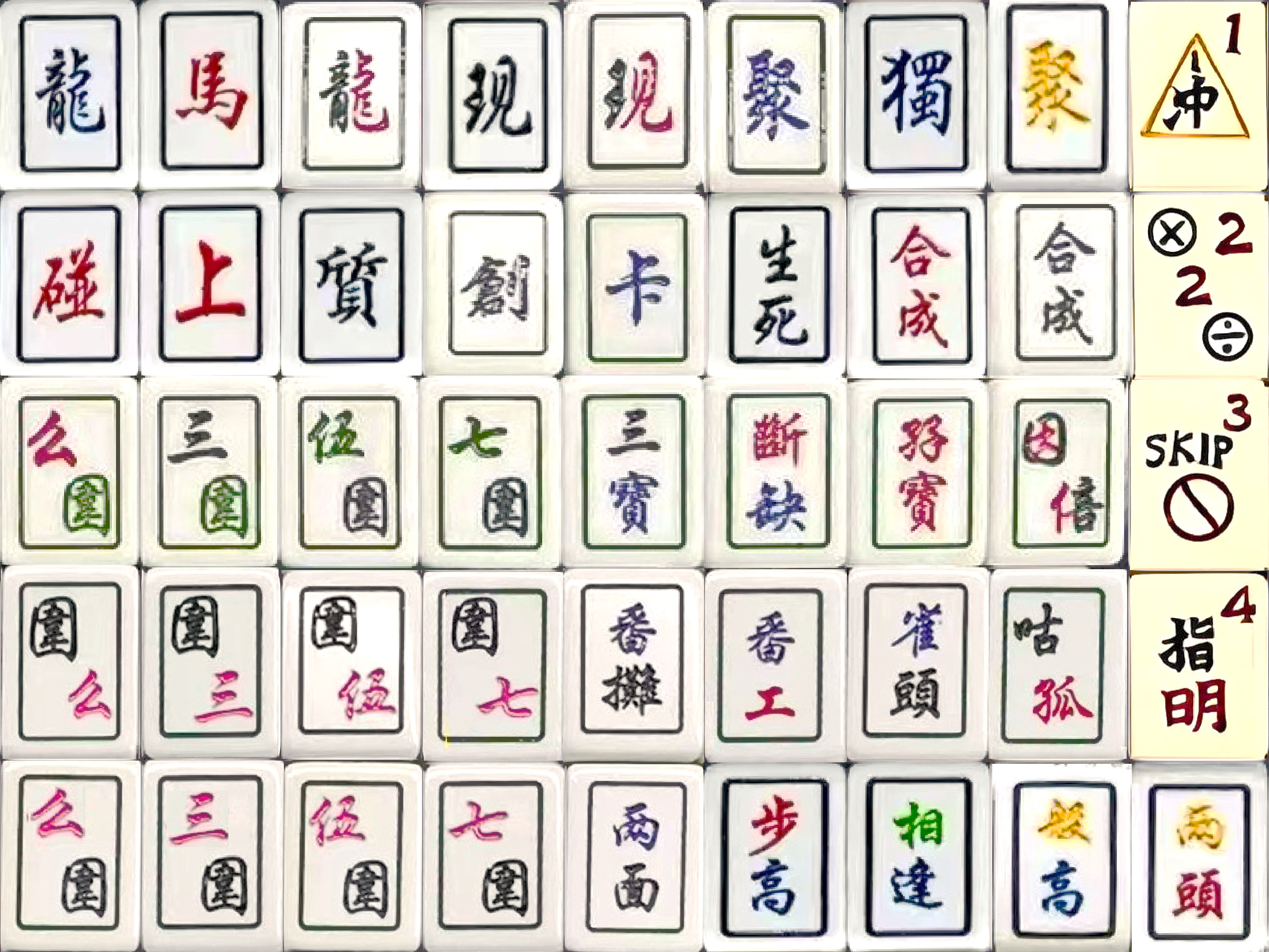
麻将百搭牌-5

百搭牌（普拼：bǎidāpái；粵拼：baak3daap3paai2）可用來代替指定範圍內的任何一張牌子。在中國，某些變體麻雀會出現四張百搭牌，例如上海麻雀。有些東南亞麻雀也用四張百搭牌。美國麻雀使用八張百搭牌，也叫鬼牌或小丑牌。百搭牌英文命名作「Joker tiles」，「Joker」即是啤牌裏的小丑牌。
雖然百搭牌可以代替不同的牌子，但通常都有使用限制，例如不可用作大明槓、加槓、暗槓。若用百搭來碰牌或上牌，則要有兩隻正式牌張，一組刻子或一組順子內不能有兩隻百搭牌。用百搭碰牌後，再摸真牌可加槓上去，因此最多可槓五隻牌。即使是泛用百搭牌，都有這些使用限制。

#### 泛用百搭牌
可代替任何牌子的泛用百搭牌，有「百搭」、「聽用」和「飛」。美國麻雀則寫上「Joker」字樣。

#### 限定牌型百搭牌
越南麻雀和泰國麻雀裏的一些罕見的變體，例如王麻雀，有專門的百搭牌。越南麻雀通常包含八張獨特的百搭牌：
- 青百搭：
  - 筒百搭：可代替任何一張筒子。

  - 索百搭：可代替任何一張索子。

  - 萬百搭：可代替任何一張萬子。

  - 總百搭 或 皇百搭：在王麻雀裏，可代替任何一張筒子、索子、萬子和番子。在越南麻雀裏，它也可以像花百搭一般。
- 紅百搭：
  - 合百搭：可代替任何一張數字牌（即筒子、索子及萬子）。

  - 元百搭：可代替任何一張箭牌（即中、發、白）。

  - 喜百搭：可代替任何一張風牌（即東、南、西、北）。

  - 花百搭：可以加兩番。在王麻雀裏，它作為另一張「陞王」，可代替任何一張筒子、索子、萬子番子。
 
    - 百搭：新的越南麻雀牌，可代替任何一張番子，功能等於元百搭加喜百搭；或作爲另一款花百搭。

首四款百搭已有一段歷史，它們來自早期的中國古老卡牌遊戲。1975年後，一副現代越南麻雀替八張百搭每款都製作四隻或八隻，但每隻都會以不同外框（如方形、圓形、菱形、六角形）圍着漢字，讓它們可以混用。這代表了全副麻雀牌裏有32張百搭牌，若包含番百搭，則有36張。

#### 限定數字百搭牌
在香港、越南的變種麻雀還可以有限定代替某些數字牌的百搭牌，常見的有：
- 幺九百搭：可代替任何一張數字爲一或九的牌，不限筒索萬子的哪一門。
- 仕百搭：可代替任何一張數字爲一、四或七的牌，不限筒索萬子哪一門。
- 將百搭：可代替任何一張數字爲二、五或八的牌，不限筒索萬子哪一門。
- 兵百搭 或 卒百搭：可代替任何一張數字爲三、六或九的牌，不限筒索萬子哪一門。

#### 其它百搭
在地方规则里还用到了很多其他的百搭牌：
- 【單】：可代替一、三、五、七、九
- 【雙】：可代替二、四、六、八
- 【大】：可代替一、二、三
- 【中】：可代替四、五、六
- 【小】：可代替七、八、九
- 【槓】：可代替一副杠（相当于武汉麻将里的红中）
- 其它还有：
  - 【红】、【蓝】、【绿】、【草】、【花】、【仨】、【孖】、【独】、【聚】、【龍】、【馬】、【上】、【碰】、【卡】、【質】、【现】、【創】
  - 【一九】、【二八】、【三七】、【四六】、【一四七】、【二五八】、【三六九】、【一五九東】、【二六中南】、【三七發西】、【四八白北】
  - 【生死】、【老少】、【合成】、【两面】、【两頭】、【般高】、【步高】、【相逢】、【起對】、【眼刻槓】、【么围】、【三围】、【伍围】、【七围】、【围么】、【围三】、【围伍】、【围七】、【孖寶】、【三寶】、【断缺】、【因倍】、【番摊】、【番工】、【雀頭】、【咕孤】、【卡番】、【偏番】、【偏卡】、【伍卡】、【伍番】、【伍偏】

## 各地麻雀使用牌種
| 種類             | 香港(清章) | 國標麻雀 | 日本2/4人麻 | 日本3人麻 | 韓國3人麻 | 廣東(新章) | 臺麻    | 美國麻雀 | 老章麻雀 | 星麻    | 大馬4人麻 | 大馬3人麻 | 傳統越麻 | 四川麻雀 |
| ---------------- | ---------- | -------- | ----------- | --------- | --------- | ---------- | ------- | -------- | -------- | ------- | --------- | --------- | -------- | -------- |
| 筒子             | 9款×4張    | 9款×4張  | 9款×4張     | 9款×4張   | 9款×4張   | 9款×4張    | 9款×4張 | 9款×4張  | 9款×4張  | 9款×4張 | 9款×4張   | 9款×4張   | 9款×4張  | 9款×4張  |
| 索子             | 9款×4張    | 9款×4張  | 9款×4張     | 9款×4張   | 2款×4張   | 9款×4張    | 9款×4張 | 9款×4張  | 9款×4張  | 9款×4張 | 9款×4張   | 50        | 9款×4張  | 9款×4張  |
| 萬子             | 9款×4張    | 9款×4張  | 9款×4張     | 2款×4張   | 9款×4張   | 9款×4張    | 9款×4張 | 9款×4張  | 9款×4張  | 9款×4張 | 9款×4張   | 50        | 9款×4張  | 9款×4張  |
| 風牌             | 4款×4張    | 4款×4張  | 4款×4張     | 4款×4張   | 3款×4張   | 4款×4張    | 4款×4張 | 4款×4張  | 4款×4張  | 4款×4張 | 4款×4張   | 4款×4張   | 4款×4張  | 50       |
| 箭牌             | 3款×4張    | 3款×4張  | 3款×4張     | 3款×4張   | 3款×4張   | 3款×4張    | 3款×4張 | 3款×4張  | 3款×4張  | 3款×4張 | 3款×4張   | 3款×4張   | 3款×4張  | 50       |
| 花牌：四君子     | 4款×1張    | 4款×1張  | 50          | 50        | 4款×1張   | 4款×1張    | 4款×1張 | 4款×1張  | 4款×1張  | 4款×1張 | 4款×1張   | 4款×1張   | 4款×1張  | 50       |
| 花牌：四季       | 4款×1張    | 4款×1張  | [ a 5 ]     | [ a 5 ]   | [ a 5 ]   | 4款×1張    | 4款×1張 | 4款×1張  | 4款×1張  | 4款×1張 | 4款×1張   | 4款×1張   | 4款×1張  | 50       |
| 花牌：四藝       | 50         | 50       | 50          | 50        | 50        | 50         | 50      | 50       | 50       | 50      | 4款×1張   | 50        | 50       | 50       |
| 花牌：四業       | 50         | 50       | 50          | 50        | 50        | 50         | 50      | 50       | 50       | 50      | 4款×1張   | 50        | 50       | 50       |
| 花牌：四皇       | 50         | 50       | 50          | 50        | 50        | 50         | 50      | 50       | 50       | 50      | 50        | 50        | 4款×1張  | 50       |
| 花牌：四后       | 50         | 50       | 50          | 50        | 50        | 50         | 50      | 50       | 50       | 50      | 50        | 50        | 4款×1張  | 50       |
| 動物牌：普通動物 | 50         | 50       | 50          | 50        | 50        | 50         | 50      | 50       | 50       | 4款×1張 | 4款×1張   | 4款×1張   | 50       | 50       |
| 動物牌：人頭     | 50         | 50       | 50          | 50        | 50        | 50         | 50      | 50       | 50       | 2款×2張 | 2款×2張   | 2款×2張   | 50       | 50       |
| 泛用百搭牌       | 50         | 50       | 50          | 50        | 50        | 50         | 50      | 1款×8張  | 50       | 1款×4張 | 1款×4張   | 1款×4張   | 50       | 50       |
| 限定條件百搭牌   | 50         | 50       | 50          | 50        | 50        | 50         | 50      | 50       | 50       | 50      | 50        | 50        | 8款×1張  | 50       |

### 註解
1. 1 2 3 4 5  在4張數牌「五」裏，可把其中的1至2張更換作赤牌，赤牌與一般牌總數仍爲4張。個別地區也有人使用其他赤牌，但每款牌的赤牌與一般牌總數仍然是4張。
2. ↑  只用一索及九索
3. ↑  只用一萬及九萬
4. ↑  只用東、南、西
5. 1 2 3  通常都不使用
6. 1 2 3  也可以用1款×4張
7. ↑  有時會不使用

## 其他道具

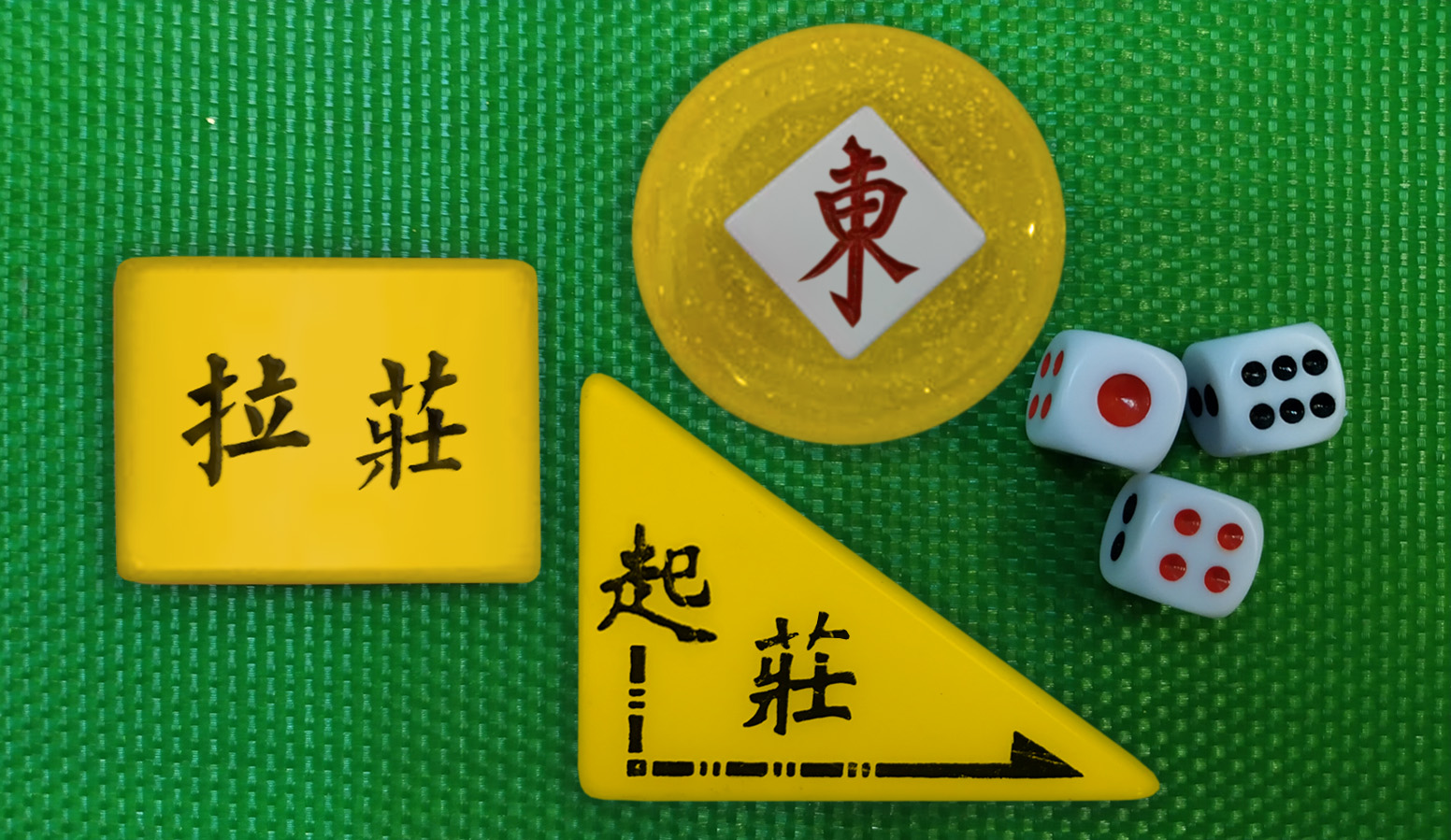
麻雀道具，包括圈風器、六面骰、起莊牌，以及臺灣麻雀才使用的拉莊牌

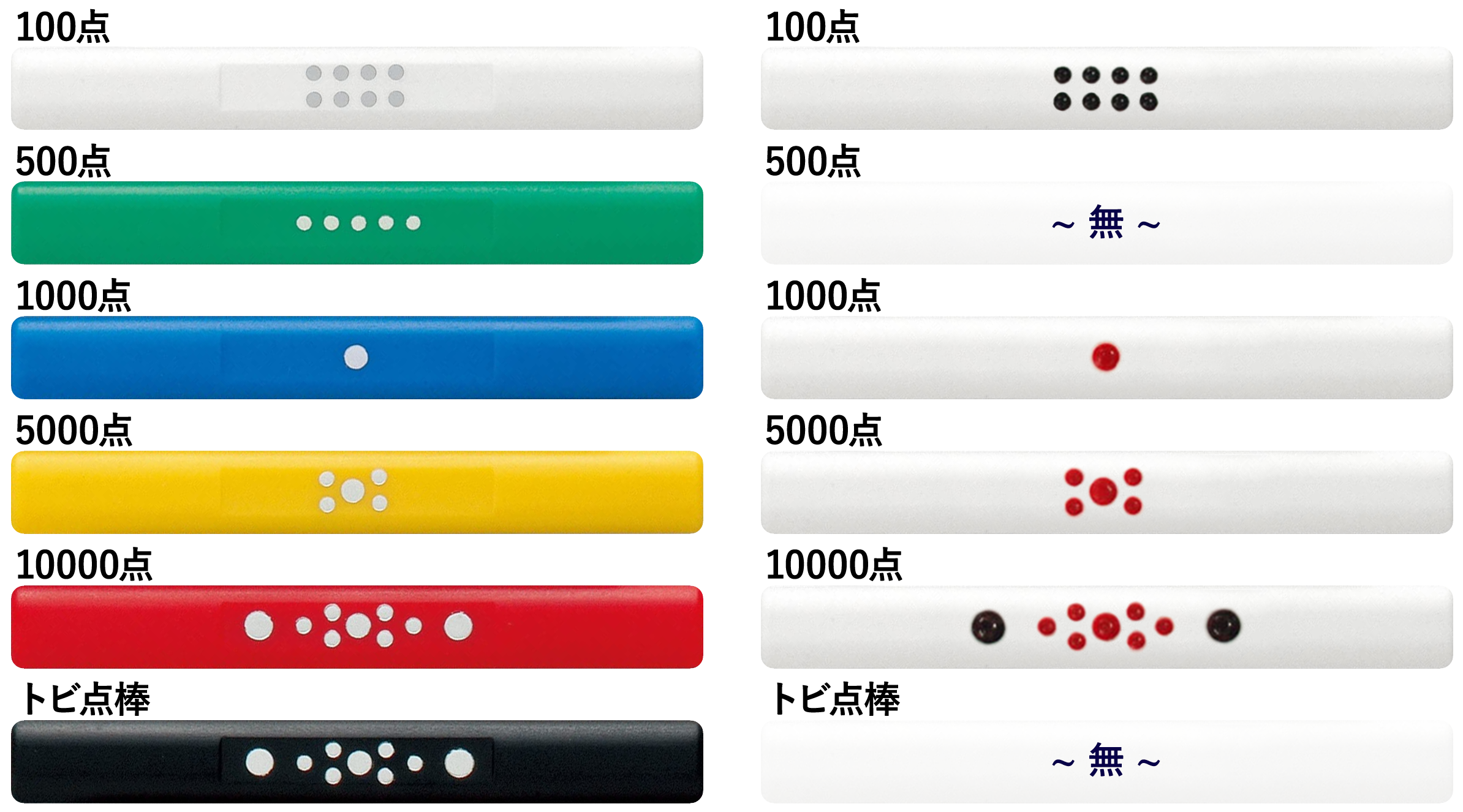
日本麻雀的點棒，左邊是自動麻雀桌款式，右邊是傳統手打款式

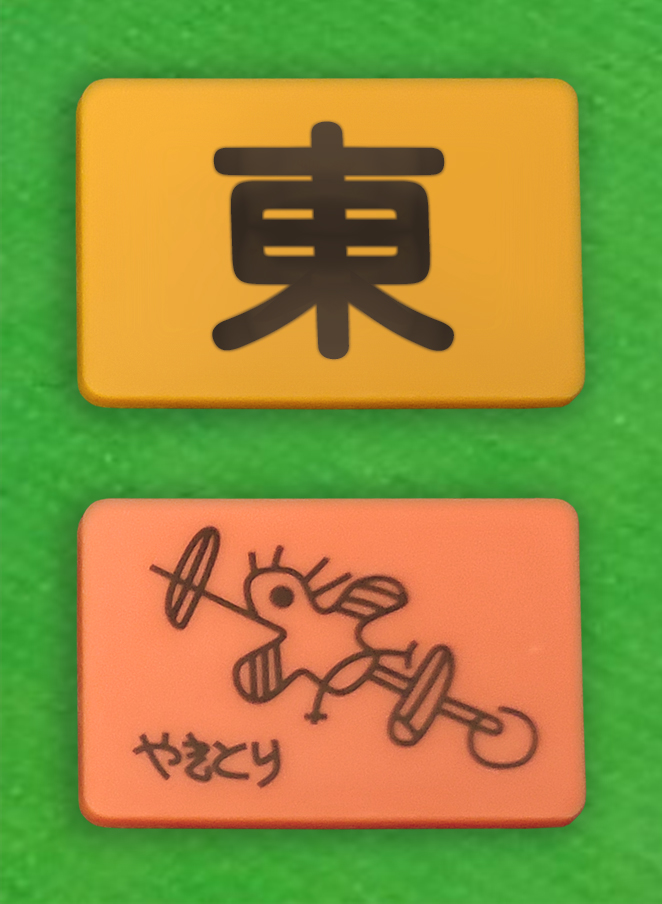
日本麻雀用的起莊牌與燒雞牌

一副麻雀除了牌張，還有六面骰數枚。開局時，玩家會以骰子擲得的點數，用來計算由哪個位置的玩家開牌、由麻雀牌牆中的哪兒開始取牌。
此外，一副麻雀還會有其他輔助道具，例如用來計算得分的籌碼或點棒。現在多數地區的玩家都使用籌碼，點棒主要見於日本麻雀。
大部份麻雀都有稱爲起莊牌（簡稱「莊」）和圈風器的小道具。起莊牌用來識別起莊位置，一旦放好了，整圈都不會再移動；圈風器用來識別該局由誰當莊家與顯示圈風，它會放在莊家的位置，若移了莊，它會跟着移動。當圈風器再次移到起莊牌的位置，表示一圈已完成，即將進入下一圈，圈風器上的骰子要調整作下一圈的名稱（例如進入南圈後，就把「南」字朝上；進入西圈後，就把「西」字朝上）。以前沒有圈風器，會用四枚分別寫着「東」、「南」、「西」同「北」的小圓棋來標示各人的門風。
臺灣麻雀有拉莊規則，因此除了起莊牌外，還會有拉莊牌。日本麻雀大多只打東風圈及南風圈，因此起莊牌改爲一面寫着「東」，一面寫着「南」，直接標示圈風，而不需要圈風器。
日本麻雀還會有燒雞牌，牌上畫着一串燒雞並寫着，用來標示由雀局開始一直未胡出（日本麻雀中稱爲「燒雞（日语：焼き鳥（やきとり））」狀態）的玩家。
有些玩家不太懂得砌牌，在砌牌牆時經常「仙女散花」使牌張四散，或者容易弄散自己的手牌，則可以用牌尺來輔助。通常莊家的牌尺會跟閒家不同顏色，或者印有「莊」字。下圖爲四把牌尺。

## 牌譜速記字符
雀局的牌譜記錄時，一般使用速記字符去代表各張麻雀牌。常見的字符系統有兩種：

### 全形字符
又稱爲「採譜記号」，採用全形字符記錄，如下：
- 筒子：帶圈數字，由一筒至九筒爲「①・②・③・④・⑤・⑥・⑦・⑧・⑨」。因爲帶圈數字不易直接輸入電腦，有時也會用帶括號數字（即「(1)・(2)・(3)・(4)・(5)・(6)・(7)・(8)・(9)」）代替之。
- 索子：全形阿拉伯數字，由一索至九索爲「１・２・３・４・５・６・７・８・９」。
- 萬子：中文數字，由一萬至九萬爲「一・二・三・四・五・六・七・八・九」。
- 番子：可寫成漢字或英文字母，即「東・南・西・北・中・發・白」或「Ｅ・Ｓ・Ｗ・Ｎ・Ｃ・Ｆ・Ｐ」。其中風牌來自英譯的首字母（East、South、West、North），箭牌取英語常用音譯的首字母（Chung、Fat、Pak）。白板也有人記作「B」（Bak）。

擧例說，以下這手牌：
會標示爲：
- ①②③４５６七八九東東東發發　或
- (1)(2)(3)４５６七八九東東東發發　或
- (１２３)４５６七八九東東東發發　或
- ①②③４５６七八九ＥＥＥＦＦ　或
- (1)(2)(3)４５６七八九ＥＥＥＦＦ　或
- (１２３)４５６七八九ＥＥＥＦＦ

### 半形英數代表
在一個半形數字後，加一個半形小楷英文代表字母，如下：
- 筒子：數字後帶「p」，由一筒至九筒爲「1p・2p・3p・4p・5p・6p・7p・8p・9p」。字母「p」爲日語「ピンズ」的首音。赤五筒常寫作「0p」。
- 索子：數字後帶「s」，由一索至九索爲「1s・2s・3s・4s・5s・6s・7s・8s・9s」。字母「s」爲日語「ソーズ」的首音。赤五索常寫作「0s」。
- 萬子：數字後帶「m」，由一索至九索爲「1m・2m・3m・4m・5m・6m・7m・8m・9m」。字母「m」爲日語「マンズ」的首音。赤五萬常寫作「0m」。
- 番子：數字後帶「z」，番子的日本排序爲「東、南、西、北、白、發、中」，順序爲「1z・2z・3z・4z・5z・6z・7z」。字母「z」爲日語「ジハイ」的首音。須注意白板是5z，紅中是7z，不要記錄錯誤。爲了容易看，番子也可以寫回漢字，不用英數代替。

擧例說，以下這手牌：
會標示爲：
- 1p2p3p4s5s6s7m8m9m1z1z1z6z6z　或
- 123p456s789m11166z　或
- 1p2p3p4s5s6s7m8m9m東東東發發　或
- 123p456s789m東東東發發

現時雀魂、雀姬等網上麻雀對戰遊戲的牌譜，採用上述例子中第一行（同門牌張連續出現時不省略字母）的標記法。

### 採譜記號
在日本國內的麻雀實戰裏，人手記錄的牌譜常常採用以下的速記記號：
- 萬子: 中文數字，由一萬至九萬爲「一・二・三・四・五・六・七・八・九」。
- 筒子: 帶圈數字，由一筒至九筒爲「①・②・③・④・⑤・⑥・⑦・⑧・⑨」。
- 索子: 阿拉伯數字，由一索至九索爲「１・２・３・４・５・６・７・８・９」。
- 番子：「東、南、西、北」記作「Ｔ・Ｎ・西・北」，當中「Ｔ」取自「東」的日語首音，「Ｎ」取自「南」的日語首音；「白、發、中」記作「白・Ｒ・中」，「Ｒ」取自「綠發」的日語首音。

擧例說，以下這手牌：
會標示爲：
- 七八九①②③４５６ＴＴＴＲＲ

## Unicode收錄
Unicode在2008年公開的5.1版裏，於U+1F000至U+1F02B碼位裏，收錄了以下麻雀字符：
| 麻將牌 Mahjong Tiles[1][2] Unicode Consortium 官方碼表（PDF） |   |   |   |   |    |   |   |   |   |   |   |   |   |   |   |   |
|                                                               | 0 | 1 | 2 | 3 | 4  | 5 | 6 | 7 | 8 | 9 | A | B | C | D | E | F |
| U+1F00x                                                       | 🀀 | 🀁 | 🀂 | 🀃 | 🀄 | 🀅 | 🀆 | 🀇 | 🀈 | 🀉 | 🀊 | 🀋 | 🀌 | 🀍 | 🀎 | 🀏 |
| U+1F01x                                                       | 🀐 | 🀑 | 🀒 | 🀓 | 🀔  | 🀕 | 🀖 | 🀗 | 🀘 | 🀙 | 🀚 | 🀛 | 🀜 | 🀝 | 🀞 | 🀟 |
| U+1F02x                                                       | 🀠 | 🀡 | 🀢 | 🀣 | 🀤  | 🀥 | 🀦 | 🀧 | 🀨 | 🀩 | 🀪 | 🀫 |   |   |   |   |
| 註釋 1.^ 依據 Unicode 14.0 2.^ 灰色區域表示未分配的碼位       |   |   |   |   |    |   |   |   |   |   |   |   |   |   |   |   |

留意的是，在Unicode登錄的字型中，四季牌的「夏」圖案爲一個有八根日芒的太陽，「秋」爲一片落葉，「冬」爲一瓣雪花。這些圖案並不符合傳統的麻雀牌，似乎是從西方的角度去理解有關季節。
此外，若依Unicode編碼順序，四君子牌的次序爲「梅、蘭、竹、菊」，而不是今天常用的標準「梅、蘭、菊、竹」。由於在香港麻雀、廣東麻雀等不少地區的標準牌例裏，花牌的順序關係到該牌是否跟門風配合，從而影响到番數的計算，因此電腦用戶輸入時應當注意，不要受Unicode的次序影響而輸入錯誤。
現在支持這些字符的麻雀牌專用字型，有開源字型一點麻雀 （页面存档备份，存于）（含日本、香港、臺灣和廣東款式）和古騰堡實驗室的GL-MahjongTile （页面存档备份，存于）（日本款式）。其他支援的字型還有GNU FreeFont、Noto Sans Symbols、Symbola （页面存档备份，存于）、Segoe UI Emoji（Windows 10自带emoji字型，附带彩色版）、Segoe UI Historic（Windows 10自帶字型）、中文開源字型一點明體 （页面存档备份，存于）（I.Ming，又稱「I.明體」）等。

## 外部連結
- The Mahjong Tile Set （页面存档备份，存于）：麻雀牌硏究者Michael Stanwick的網站。
- 日本かるた文化館：麻雀牌が語る麻雀史[]
- 麻雀博物館 宝物閱覽 （页面存档备份，存于）
- 浅見了麻雀祭都 （页面存档备份，存于）：麻雀牌硏究者浅見了的網站。
- 麻雀牌のものがたり （页面存档备份，存于）：麻雀牌硏究者名木宏之的網站。
- McGill Mahjong （页面存档备份，存于）
- The MAH-JONGG FAQs （页面存档备份，存于）：Tom Sloper的網站。
- 麻雀牌Wiki （页面存档备份，存于）
- 世界麻将博物馆（页面存档备份，存于）
- 陳熙遠：〈從馬吊到馬將——小玩意與大傳統交織的一段歷史因緣〉，《中央研究院歷史語言研究所集刊》第80本第1分，2009年3月 （页面存档备份，存于）